# Claudio Bravo (futbolista)
Claudio Andrés Bravo Muñoz (Buin, Santiago, 13 de abril de 1983) es un exfutbolista chilenoque se desempeñaba como guardameta. Fue internacional absoluto con la selección de Chile, de la cual fue su capitán, y con la que ganó la Copa América del 2015 y 2016. Es parte de la llamada «Generación Dorada». Según los especialistas, ha sido el «mejor portero chileno en la historia» La Federación Internacional de Historia y Estadística de Fútbol lo ubicó como el «tercer mejor portero del mundo» en 2015,cuarto en 2016 y quinto en 2014. Su último club profesional fue el Real Betis Balompié de la Primera División de España.
Gran parte de su carrera la desarrolló en España, donde fue el primer futbolista chileno en alcanzar los 200 partidos en su Primera División. Con ocho temporadas en la Real Sociedad se convirtió en el segundo extranjero con más encuentros en la historia del club. También posee el récord de imbatibilidad en el estadio Anoeta, con 451 minutos invicto durante la temporada 2008-09. En su primera campaña en el Barcelona estableció el mejor inicio de un portero en la historia de la Liga, al no recibir goles durante 754 minutos desde el comienzo del campeonato. Además, consiguió otras marcas, como el récord absoluto de más partidos con la portería en cero en una temporada de Liga (23). Ganó el trofeo Zamora tanto en la segunda como en la primera división española; asimismo, fue elegido el mejor portero en ambas categorías. Es el primer capitán en la historia del combinado chileno que levanta dos títulos oficiales consecutivos: la Copa América 2015 y la Copa América Centenario 2016.

## Trayectoria

### Inicios
Comenzó a jugar al fútbol desde temprana edad, en el Club Deportivo Las Acacias, aunque en sus inicios no era portero, comenzó como delantero y luego pasó a la demarcación de defensa. Sin embargo —como él mismo contó en una entrevista— era bastante limitado en ambas posiciones por lo que se decidió por la portería. Jugando de portero destacó de inmediato, ganándose el apodo de "Monín", debido a su agilidad bajo palos, similar a la de un mono, y a su tez morena.
En 1994 llega a probarse a Colo-Colo. Pese a su baja estatura y delgada contextura, llama la atención del preparador de arqueros Julio Rodríguez por sus reflejos, su buena técnica con la pelota y su ética de trabajo.
Sin embargo, a los 14 años, y luego de un error en una final que le costó el título al equipo albo, la jefatura de cadetes quería desafectar al arquero, a lo que Rodríguez se negó de forma tajante.

«Le dije al presidente de cadetes que si él quería que echara a Claudio Bravo, que primero me tenía que despedir a mí. Yo no lo iba a echar, le veía condiciones»
Julio Rodríguez, principal mentor de Bravo durante su formación en Colo-Colo.

Tres años más tarde, a mediados del 2000, volvió a ser el culpable de una eliminación, esta vez en el torneo de apertura sub-17. El día después de la derrota, el entrenador Jorge Toro le reprochó sus errores en el camarín, «¡Si fuera por mí, te echo de Colo-Colo!» llegó a decirle. Nuevamente la mediación de Rodríguez, que calmó los ánimos de ambas partes, evitó la salida del portero.

### Colo-Colo
Bravo empezó a conformar el plantel profesional de Colo-Colo, siendo cuarto arquero en 2001 y tercero en 2002. En 2003, se consolidó como segundo arquero, inclusive jugando algunos partidos amistosos, tras Eduardo Lobos, quien había perdido terreno debido a una fractura en la muñeca izquierda.
Su debut profesional llegó en la última fecha de fase de grupos de la Copa Libertadores 2003. Un eliminado Colo Colo debía viajar a enfrentar al Independiente de Medellín colombiano. El entonces portero titular, Johnny Walker, le indicó al DT Jaime Pizarro que no veía razón para jugar ese partido, y que sería bueno ese partido para que un arquero joven lograra experiencia internacional, por lo que Bravo, de 19 años, obtendría su debut profesional.El partido terminó con derrota 0-2, con un error del portero en uno de los goles. Años después recordó sobre ese debut: «Aún recuerdo ese día, partido en donde cometí un error, gracias a eso me pude convertir en lo que soy».
Semanas después se estrenaría en la Primera división chilena, en un partido válido por la 11º fecha, terminando en empate 1-1 frente a Puerto Montt en el Monumental. Bravo cometió un grave error defensivo, el cual culminó con el gol de Álvaro Sarabia para la visita. A la siguiente fecha jugaría su segundo partido como titular, en una derrota 1-5 ante Deportes Temuco en el Estadio Germán Becker de Temuco. Tras este torneo en donde Colo-Colo quedó como subcampeón tras caer en la final ante Cobreloa, Walker dejó Colo Colo, quedando Bravo como portero titular y Victor Loyola como su suplente.
En el Torneo Clausura 2003 nuevamente fue subcampeón ante Cobreloa. En 2004 se consolida en el puesto, logrando inclusive sus primeras nominaciones a la Selección adulta. En contraste, el equipo albo quedó eliminado en Cuartos de final del Apertura ante Huachipato,y en Semifinales del Clausura nuevamente ante Cobreloa. Para el siguiente año, nuevamente quedó en el camino en ambos torneos en cuartos de final; mientras que en el Apertura Huachipato eliminó a los Albos, en el Clausura Deportes La Serena fue el verdugo. En el partido de vuelta, Bravo terminó expulsado luego de una agresión a Yerson Opazo.
En el 2006, las cosas cambiaron. Con la llegada de Claudio Borghi a la dirección técnica de Colo-Colo, el conjunto albo ganaba, goleaba y gustaba, arrollando durante la fase regular del Torneo Clausura, con Bravo como capitán del equipo. En la final del torneo, se encontró frente a una igualmente formidable Universidad de Chile, no sacándose ventaja en la final durante los 180 minutos de juego. En la definición por penales, Bravo se transforma en el héroe del equipo, tras atajar  los penales de Hugo Droguett y Mayer Candelo, este último recordado por un remate a lo panenka, mientras que el arquero había decidido lanzarse a un costado, pero tras ver el remate, se rehízo desde el suelo y con un manotazo tapó el disparo.Luego, Miguel Aceval marcó el penal definitivo que le dio el título a Colo-Colo.
Este sería el último partido de Bravo defendiendo el arco de Colo-Colo, toda vez que semanas antes se había oficializado su traspaso a la Real Sociedad, de la Primera División de España, quien pagó 1.2 millones de euros por sus servicios

### Real Sociedad

#### Inicios en España
El 9 de junio de 2006 fue presentado en la Real Sociedad en el estadio de Anoeta. Firmó por cinco temporadas, convirtiéndose en el primer portero sudamericano en la historia del club, el tercero no español.

«Espero demostrar la calidad de los porteros chilenos, que nunca han sido demasiado valorados fuera del país»
Declaraciones de Bravo durante su presentación.
San Sebastián, País Vasco, España.

El 22 de julio debutó en un partido de pretemporada ante el Doncaster Rovers, disputando los primeros 45 minutos, en los cuales recibió el único gol del encuentro.
Comenzó la liga como suplente de Asier Riesgo, portero titular en las seis primeras fechas. El debut oficial de Bravo llegaría en el séptimo partido del campeonato, el 22 de octubre de visita frente al Mallorca, logrando mantener su portería en cero (0 a 0). Dos días después se estrena en la Copa, encajando una goleada de 4 a 1 ante el Málaga. Durante los siguientes partidos ligueros se consolidó como titular, sin embargo, el equipo no logró su primera victoria sino hasta la decimoquinta jornada, cuando derrotó por 3 a 2 al Nástic de Tarragona. Pese a la irregular campaña realista durante la primera vuelta del campeonato, el chileno recibió elogios por parte de la prensa, además, los seguidores donostiarras lo «salvaron» del «desastre» del equipo. Durante la segunda vuelta la Real dio esperanzas de salvar la categoría, pero en líneas generales continúo con su irregularidad. El descenso se confirmó en la última fecha, en el empate 3 a 3 ante el Valencia. Bravo no participó de este encuentro, ni del anterior, al encontrarse concentrado con la selección chilena preparando su participación en la Copa América 2007.
Individualmente, el chileno finalizó quinto en la clasificación del Trofeo Zamora, que premia al portero menos batido de la competición, con 29 goles recibidos en igual número de partidos disputados, además, recibió el premio Teledonosti al mejor jugador realista del curso.

#### Segunda división
Durante el mercado de verano, a Bravo se le vinculó con equipos de primera división como Valladolid o Almería, sin embargo acabaría quedándose en la entidad donostiarra. En su primera temporada en segunda división, su situación cambiaría drásticamente, de titular indiscutible en la campaña anterior pasó a ser suplente por decisiones técnicas del entrenador galés Chris Coleman, que se decantó por Riesgo como portero titular. Pese a su suplencia, el club le ofreció, en febrero de 2008, una ampliación de contrato. Por su parte, Bravo asumió su condición manifestando «Riesgo lo está haciendo demasiado bien (...) a mí me toca esperar a que llegue mi momento para hacerlo lo mejor posible». Finalmente el equipo finalizaría el campeonato en la cuarta posición, insuficiente para el ascenso; el chileno no disputó ningún partido.
La temporada siguiente, Riesgo partió al Recreativo de Huelva en calidad de cedido, se le presentaba entonces a Bravo la oportunidad para hacerse con la titularidad. Comenzó el campeonato alternándose con Eñaut Zubikarai debido a compromisos internacionales con la selección de Chile, sin embargo, durante la temporada se alzó como la primera opción en la portería para el entrenador Juan Lillo Díez, sucesor de Coleman. Desde la novena hasta la vigésima jornada del campeonato, Bravo acumuló un total de 451 minutos sin recibir goles como local en Anoeta, superando el histórico registro de Alberto (447) que databa de la 1998-99.
Sus actuaciones serían destacadas por la prensa a lo largo del curso, al cabo del cual fue elegido mejor portero por los entrenadores de la categoría, además, ganó el Trofeo Zamora como portero menos batido del campeonato, con un promedio de 0,88 goles recibidos por partido.
Sus actuaciones lo transformaron en un portero cotizado en el mercado, despertando, de cara a la temporada 2009-10, el interés de importantes clubes como Real Madrid, Fútbol Club Barcelona o Valencia, la prensa insistía en que su venta serviría para aliviar la situación financiera del club, sin embargo, debido a factores como su situación de extracomunitario o cambios en los planes de los equipos interesados, ninguna oferta se concretó formalmente, por lo que no se movió de San Sebastián. El nuevo entrenador, Martín Lasarte, siguió confiándole la titularidad al chileno.
A fines de noviembre de 2009, tras un triunfo por 1 a 0 ante el Cartagena, algunos medios informaban sobre un récord de imbatibilidad batido por Bravo, el cual consistía en 467 minutos sin recibir goles en Anoeta hasta la fecha. Esta información contemplaba los 17 minutos finales de un partido frente al Girona, más los encuentros siguientes ante Huesca, Salamanca, Córdoba, Recreativo, más el mencionado partido ante el Cartagena. Sin embargo, el chileno no jugó frente al Salamanca, por lo que el tiempo invicto no era de 467 minutos, sino que de 377. Ese mismo mes, extendió su contrato con el club hasta 2013. Terminó el año como líder del campeonato, tras vencer por marcador de 2 a 0 al Betis.

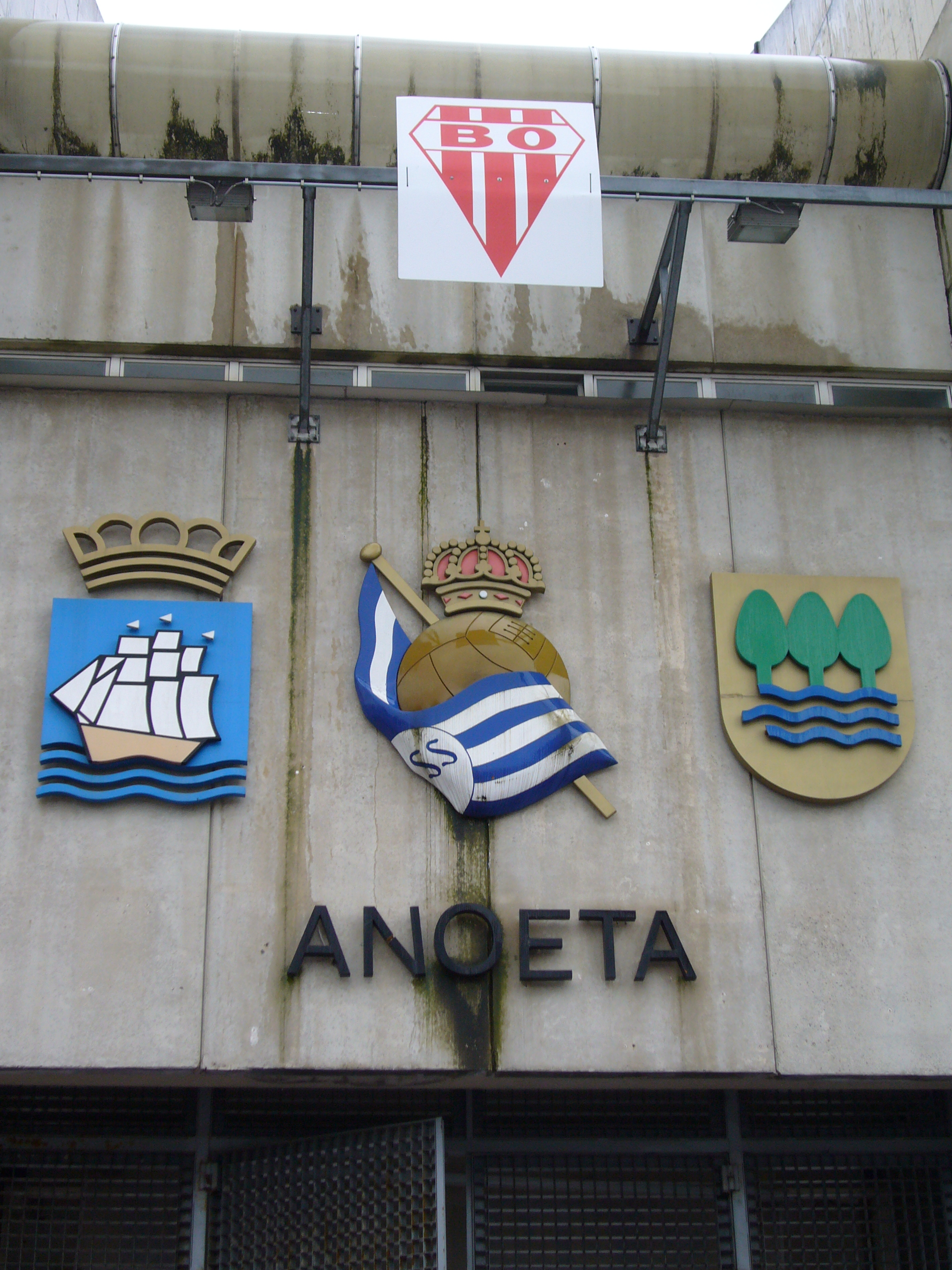
Frontis del estadio de Anoeta. Recinto donde Bravo marcó el primer gol de su carrera.

El 14 de febrero de 2010, Bravo marcó el primer gol oficial de su carrera. En los minutos finales del primer tiempo ante el Nástic, el portero lanzó un tiro libre desde el borde del área que acabaría dándole la victoria por la mínima a su equipo.
Semanas después se lesionó durante la segunda mitad de un partido ante el Córdoba: un choque con Asen en la disputa por un balón suelto le provocó un esguince de rodilla que le apartó de las canchas para el resto de la temporada, afectando también su preparación de cara al Mundial de 2010 con la selección chilena. Sin embargo, la Real lograría la meta del ascenso, coronándose campeón de la categoría de plata. Bravo lo celebró desde Sudáfrica, sede de la Copa del Mundo.

#### Regreso a la élite
En agosto de 2010 Bravo volvió a extender su contrato con la entidad guipuzcoana. Esta vez hasta 2016.

##### Temporada 2010-11
Tras tres temporadas en segunda división, la Real regresó a primera con una victoria por la mínima ante el Villarreal en El Madrigal.
Por su parte, Bravo no tardó en acaparar los titulares de importantes medios deportivos. Tras el segundo partido liguero, ante el Almería de visita, el diario Marca publicó de él: «El chileno realizó dos paradas portentosas (...) por algo es internacional».
El 2 de octubre de 2010 tuvo una actuación destacada en el triunfo por 1 a 0 de su equipo ante el Españyol. El diario Mundo Deportivo le apodó «Bravo Tex Tex», en alusión a un personaje de dibujos animados, e incluso lo colocó a la altura del histórico portero donostiarra Luis Arconada. Los medios chilenos también elogiaron sus intervenciones. Al cabo de las seis primeras fechas, una encuesta lo encumbró como el mejor de su equipo hasta esas alturas, con un 32% de las preferencias.
El 25 de octubre de 2010, de local contra el Dépor (3 a 0), una parada de Bravo a remate de cabeza de Riki fue comparada con la que el mítico portero británico Gordon Banks le hizo a Pelé en México 1970. El técnico realista de ese momento, Martín Lasarte, le destacaría en la rueda de prensa posterior al encuentro al definirlo como un «grandísimo portero». El 31 de octubre tapó un penal en la victoria de su equipo por 1 a 2 frente al Málaga, recibiendo calificativos como «San Claudio» o «Bárbaro». Finalizó ese mes en la tercera posición de la clasificación del Trofeo EFE, que premia al mejor iberoamericano de la liga, superando a nombres como Diego Forlán o Leo Messi.
Durante la segunda vuelta de la Liga, Bravo continúo recibiendo elogios por parte de la prensa española, pese a ser uno de los porteros más goleados, de hecho se le vinculó con importantes equipos europeos como el Milan italiano. El 30 de abril de 2011 participó decisivamente en la victoria por 2 a 1 de la Real ante el Fútbol Club Barcelona, equipo que no perdía desde el primer partido del campeonato.
Una vez finalizada la competición, el diario As de Madrid eligió a Bravo como portero revelación, destacando que sus actuaciones sirvieron para que la Real mantuviese la categoría.

##### Temporada 2011-12
Comenzó el campeonato liguero derrotando 1 a 2 al Sporting de Gijón en el Molinón. Bravo fue destacado por una parada a remate de cabeza de Alberto Botía en un córner.
 En el siguiente partido, los donostiarras consiguieron un empate ante el Fútbol Club Barcelona en Anoeta (2 a 2). Al cabo de los cuatro primeros partidos, la Real había firmado el tercer mejor arranque liguero de su historia, pero hacia fines de noviembre de 2011 se ubicaba como colista de la competición. En ese tiempo, sin embargo, las actuaciones del chileno nuevamente recibieron diversos elogios, uno de ellos vino de parte del entonces técnico del Athletic Club, Marcelo Bielsa, exentrenador de la selección chilena, que definió a Bravo como un portero «extraordinario» tras una edición del derbi vasco.
El 13 de febrero de 2012, ante el Sevilla, Bravo disputó su partido número 147 con la camiseta realista, superando el registro de apariciones del bosnio Meho Kodro. De esta forma, se transformó en el tercer extranjero con más encuentros disputados en la historia del club. El 1 de abril lució por primera vez el brazalete de capitán del equipo, al estar ese día ausentes por razones técnicas los dos primeros capitanes.
El 22 de abril, en el empate 1 a 1 frente al Villarreal, Bravo cumplió su partido número cien en la primera división de España, convirtiéndose así en el quinto futbolista chileno en alcanzar esa marca, antes de él lo habían conseguido: Higinio Ortúzar (130), Patricio Yáñez (193), «Coke» Contreras (113) e Iván Zamorano (196).
Tras evitar matemáticamente el descenso en fechas anteriores, la Real finalizó el campeonato con victoria de 1 a 0 frente al Valencia. Bravo, por su parte, sería elegido por Mundo Deportivo como el mejor jugador del equipo durante la temporada.

##### Temporada 2012-13

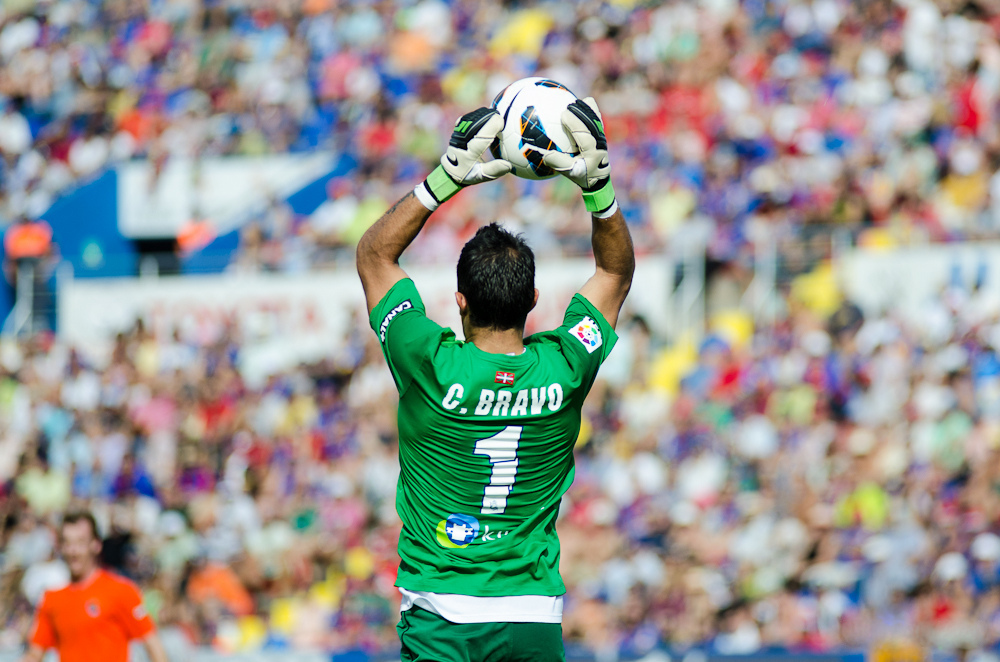
Bravo conteniendo un balón aéreo durante un partido ante el Levante en el Ciutat de València.

El equipo donostiarra comenzó la temporada enfrentando al Fútbol Club Barcelona en el Camp Nou. El resultado fue de 5 a 1 favorable al equipo culé. En los primeros partidos del campeonato la Real mostró cierta irregularidad alternando resultados de todo tipo. Bravo, por su parte, se mantenía como titular indiscutible para el técnico francés Philippe Montanier. Sin embargo, durante un entrenamiento en septiembre el portero se fracturó el radio de su brazo derecho, lo que le alejó por casi dos meses de las canchas.
En ese tiempo la Real pasó por momentos críticos, sumó hasta tres partidos consecutivos sin sumar e incluso llegó a ocupar puestos de descenso. Hasta se pidió la salida de Montanier, cuando, durante un partido ante el Espanyol en Anoeta, sectores del público se manifestaron con cánticos de: ¡Montanier, dimisión! ¡Montanier, dimisión!. El punto de inflexión fue la victoria por 1 a 2 frente al Málaga en La Rosaleda. Este resurgir de la Real coincidió con la recuperación de Bravo, que regresó a la portería donostiarra en el siguiente partido, venciendo su equipo por 4 a 0. A partir de ahí, el portero chileno volvió a hacerse de nuevo con la titularidad.
Desde entonces el equipo «txuri urdin» comenzó a demostrar notorios síntomas de mejoría, encadenando buenos resultados. El 1 de noviembre de 2012 derrotaron por 2 a 5 al Valencia en su propio estadio, Mestalla, provocando la destitución de Mauricio Pellegrino, técnico del equipo valencianista hasta ese momento. El 15 de diciembre, Mundo Deportivo tildó de «providencial» la actuación del portero en el empate sin goles ante el Granada en Los Cármenes. En el siguiente partido, derrotaron por marcador de 2 a 1 al Sevilla Fútbol Club en Anoeta, realizando Bravo una decisiva parada a remate de cabeza de Álvaro Negredo en los últimos minutos. Desde la goleada al Valencia hasta el término de la primera vuelta, el único traspié de la Real fue la visita al Santiago Bernabéu, donde perdieron por 4 a 3 ante el Real Madrid.
En el primer partido de la segunda vuelta, la Real logró vencer por marcador de 3 a 2 al Fútbol Club Barcelona, en la que fue la primera derrota del equipo culé en todo el campeonato. Tras eso, el equipo del chileno consiguió triunfos destacados como el 1 a 3 ante el Athletic en el último derbi vasco disputado en el Antiguo San Mamés, o la victoria por la mínima ante el Atlético de Madrid en el Vicente Calderón, que significó la primera derrota de los madrileños, en su estadio, aquella temporada.
El 1 de junio de 2013, el equipo se clasificó para la Liga de Campeones tras vencer 0-1 al Deportivo La Coruña en Riazor en la última fecha del campeonato. La Real finalizó la competición en la cuarta posición, quedando el portero chileno como uno de los porteros menos batidos.

##### Temporada 2013-14
Comenzó la temporada oficial con victoria ante el Getafe en casa (2 a 0). El 20 de agosto de 2013, Bravo jugó su primer partido en competición europea, lo hizo en la previa de la Liga de Campeones con un triunfo ante el Lion en el Stade de Gerland (0 a 2). Ocho días después, en el partido de vuelta, certificó su pase a la fase de grupos del torneo continental tras vencer nuevamente al equipo francés por el mismo marcador, esta vez en Anoeta.
El 14 de septiembre de 2013, fue elogiado luego de su actuación en un empate sin goles ante el Levante, en especial por sus intervenciones al delantero senegalés Babá. Tres días después disputó su partido oficial número 200 con la camiseta txuri-urdin, lo hizo frente al Shakhtar Donetsk de Ucrania el día de su debut en Liga de Campeones; sin embargo, no pudo celebrar la efeméride con un triunfo sino que perdió por 0 a 2. Durante las semanas siguientes, Bravo superó en número de partidos a porteros como Juan Bagur (203) o José Ramón Esnaola (207), convirtiéndose de esta manera en el tercer guardameta con más partidos oficiales disputados en la historia del club. Tras superar a Bagur, se convirtió también en el portero no vasco con más encuentros.
El 30 de octubre, detuvo un penalti a Ebert en los minutos finales de un partido ante el Real Valladolid, intervención que evitó la derrota de su equipo. El 27 de noviembre queda eliminado de la Liga de Campeones tras caer por 4 a 0 en el Donbass Arena frente al Shakhtar.
Su situación europea, sin embargo, contrastaba con sus resultados en liga, puesto que en los tres partidos restantes del año consiguió solo triunfos. El equipo finalizó el campeonato en la quinta posición tras derrotar por 1 a 3 al Granada.
Dio inicio a 2014 derrotando por 2 a 0 al Athletic Club en el derbi vasco. El 22 de febrero participa en el triunfo por 3 a 1 frente al Fútbol Club Barcelona. La prensa destacó una intervención del chileno ante un remate de cabeza de Alex Song. Finalizó el campeonato en la séptima posición, clasificándose para Liga Europa.

### Barcelona

#### Temporada 2014-15

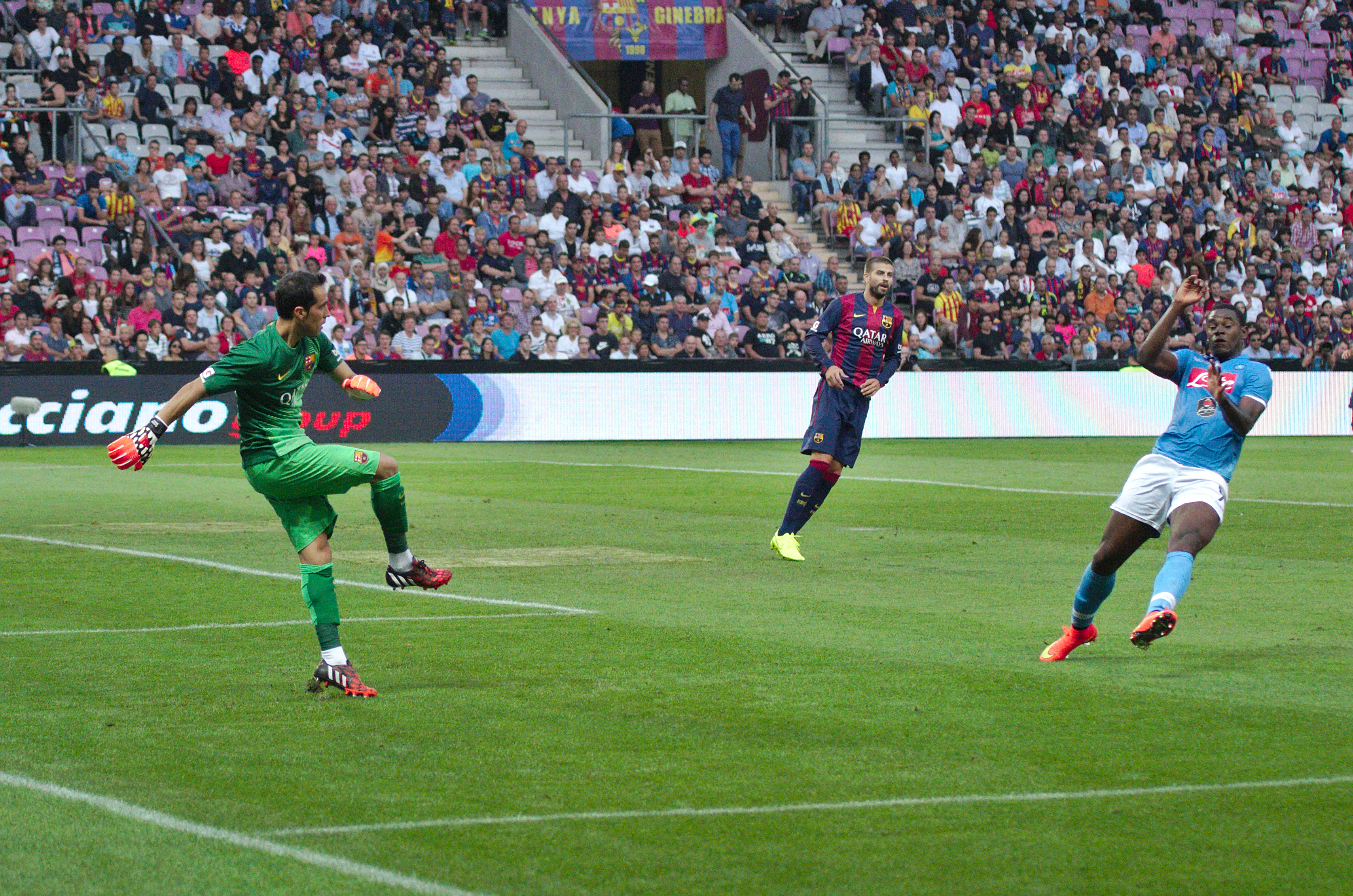
El primer partido de Bravo como blaugrana fue en un amistoso frente al Napoli en Ginebra.

El 25 de junio de 2014 se produjo su traspaso al Fútbol Club Barcelona por 12 millones de €, una cifra que lo transformó en la cuarta venta más cara en la historia de la Real Sociedad, por detrás de las de Kovacevic, Alonso e Illarramendi. Debutó el 6 de agosto en un partido de pretemporada contra el Napoli, jugado en Ginebra. Su actuación se vio opacada por un error que costó la derrota de su equipo, lo que generó duras críticas por parte de la prensa.

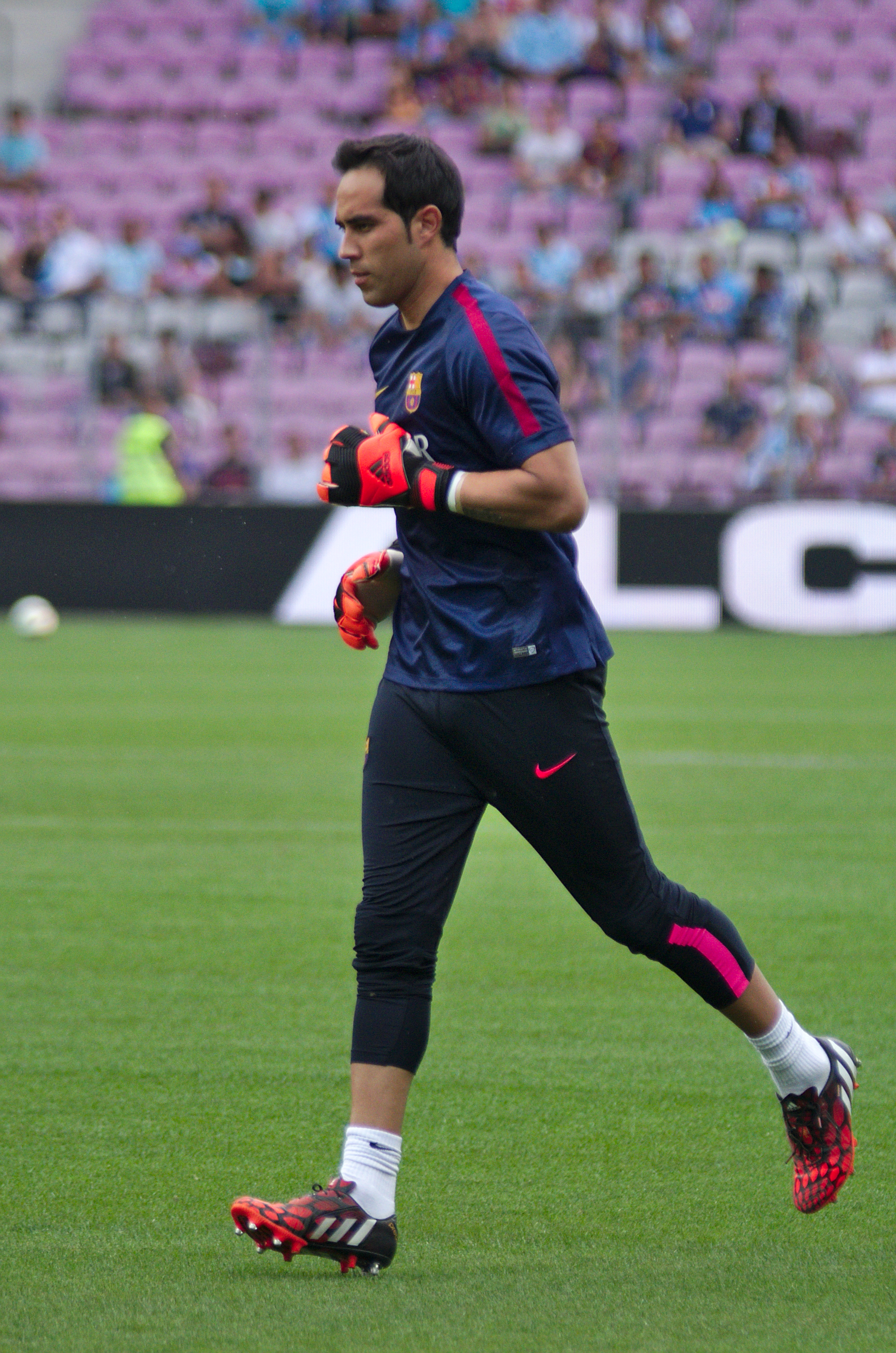
Bravo durante un calentamiento previo a un partido.

Su debut en competición oficial se produce el 24 de agosto en la victoria por 3 a 0 frente al Elche, en el primer partido de Liga. Consigue no recibir goles en los tres siguientes encuentros del campeonato, que también terminan con triunfos para su equipo, lo que supone un récord en la historia del club, puesto que nunca se habían ganado los cuatro primeros partidos sin recibir tantos en contra.
El 4 de octubre, una vez finalizado el séptimo partido del campeonato, el chileno alcanza los 630 minutos sin recibir goles en un inicio de Liga, superando el récord histórico de 560 minutos ostentado por Pedro María Artola desde la temporada 77-78. Tras el siguiente partido, que acaba con triunfo por 3 a 0 de su equipo ante el Éibar, consigue extender su registro hasta los 720 minutos, superando a Víctor Valdés (686') como el segundo portero en la historia del club catalán que más tiempo ha estado sin recibir goles en la Liga, quedando solo por detrás de Miguel Reina (824'). La visita al estadio Santiago Bernabéu para enfrentarse al Real Madrid en la fecha siguiente (9.ª) supondría el fin de la imbatibilidad de Bravo, debido al que el cuadro catalán perdió por 3-1, al minuto 34' Cristiano Ronaldo anotó de penal el 1-1 parcial y terminó con la imbatibilidad de Bravo, logrando quedar con 754 minutos sin recibir goles a setenta del récord absoluto de Reina. Pese a ello, el chileno ratificó su récord de imbatibilidad en un inicio de Liga al ser el único guardameta en la historia de la competición que mantiene su portería en cero durante los primeros ocho partidos.
Finalizó la primera vuelta del campeonato con nueve goles en contra, siendo ésta la primera vez, desde la temporada 1993-94, que un portero recibe menos de diez goles al cabo de ese tiempo.
El 28 de febrero de 2015, frente al Granada, se transforma en el futbolista chileno con más partidos en la Primera División de España, al superar el registro de Iván Zamorano (196). Además, disputó su partido número 500 en el profesionalismo.
El 22 de marzo de 2015, alcanza los 200 encuentros en La Liga, lo hace en el triunfo por 2 a 1 de su equipo ante el Real Madrid en el Clásico, que tuvo a Bravo como una de las figuras.
El 18 de abril por la Liga Española 2014-15, Bravo le atajaría un penal a Dani Parejo en el triunfo por 2-0 ante el Valencia.
El 17 de mayo, por la Fecha 37 del torneo español, Bravo obtendría su primer título con Barcelona al vencer por 1-0 a Atlético de Madrid en el Vicente Calderón, el chileno no tuvo mucho trabajo pero cada vez fue requerido, tuvo grandes intervenciones, en mayo del mismo mes ganaría la Copa del Rey 2014-15, siendo suplente en la victoria por 3-1 sobre Athletic Bilbao.
El 6 de junio, Barcelona vencería por 3-1 a la Juventus en la final de la Liga de Campeones 2014-15, aunque Bravo como suplente no disputó ningún minuto de dicha Liga de Campeones.
Bravo jugaría 37 partidos en su primera temporada con el cuadro catalán, todas por la Liga 2014-15, recibió tan solo 19 goles, ganó el Trofeo Zamora como el portero menos batido de la liga y ganó la Liga y la Copa del Rey 2014-15.

#### Temporada 2015-16

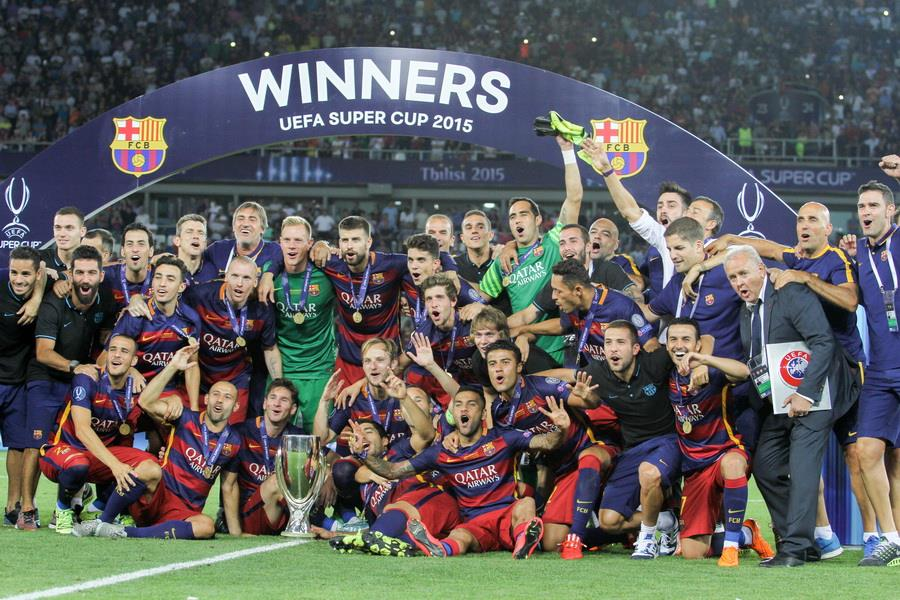
Claudio Bravo celebrando junto a sus compañeros la obtención de la Supercopa de Europa 2015 frente a Sevilla en Tiflis, Georgia.

Debido a los plazos de su reincorporación a la disciplina del equipo, solo disputó un partido de pretemporada: frente a la Roma en el Trofeo Joan Gamper, ingresando en el segundo tiempo en reemplazo de Ter Stegen.
El 11 de agosto de 2015 es suplente en la consecución de la Supercopa de Europa ante el Sevilla F. C. en Tiflis. Juega su primer partido oficial de la temporada frente al Athletic de Bilbao el 17 de agosto de 2015, en la vuelta de la Supercopa de España, que acabaría con empate a uno, resultado que le dio el título a los vascos debido al marcador del partido de ida (4 a 0), el gol que le dio el título a los vasco al minuto 76' tras un error de Javier Mascherano y Aritz Aduriz quedó solo frente a Bravo, batiendolo y dándole el título al club de Bilbao tras 31 años. Los lectores del diario Sport eligieron a Bravo como el mejor jugador de su equipo.
Comenzó el campeonato de Liga como titular, manteniendo su portería en cero en los dos primeros partidos. Sin embargo, el 7 de septiembre sufre una lesión durante un entrenamiento con el club, la cual es confirmada oficialmente al día siguiente, tratándose de una lesión en el sóleo de su pierna izquierda. Los plazos de su recuperación le significaron no participar de cuatro partidos ligueros, desde la tercera fecha hasta la sexta, regresando a la titularidad el 3 de octubre frente al Sevilla en el Sánchez Pizjuán, derrota por 2-1 del cuadro catalán y el chileno tuvo un regular desempeño.
El 21 de noviembre de 2015 participa en el histórico triunfo por 0 a 4 ante el Real Madrid en el Santiago Bernabéu, siendo ésta la primera victoria del portero en el estadio madridista, que además acabó con elogios de diferentes medios de comunicación para el chileno, al atajarle 2 mano a mano a Cristiano Ronaldo, un tiro desde afuera del área de James Rodríguez y un cabezazo de Karim Benzema que terminó enviándola al tiro de esquina. El 30 de noviembre recibe el premio al mejor portero de la temporada 2014-15 en la gala de los Premios LFP.
El 17 de diciembre es titular en la semifinal del Mundial de Clubes ante el Guangzhou Evergrande chino, siendo este su partido número 50 con el club catalán, el primero en torneos internacionales. Su equipo vencería por 3 a 0 gracias a un triplete de Luis Suárez. Tres días después, repite titularidad en la gran final frente a River Plate en el Estadio Internacional de Yokohama, proclamándose campeón del torneo con un nuevo triunfo de 3 a 0. De esta forma, el chileno se transformó en el futbolista con más títulos conquistados del mundo en 2015: cinco de ellos con el equipo blaugrana, más otro con la selección de su país.
El 30 de enero de 2016, Bravo sería figura en el triunfo del Barcelona por 2:1 sobre Atlético de Madrid por la Fecha 22 de la Liga2015-16.
El 2 de abril, El Barcelona cayó por 2-1 ante Real Madrid en el Camp Nou por la Liga 2015-16 en un nuevo clásico Español.
El 14 de mayo, Barcelona vence tres a cero a Granada CF con triplete de Luis Suárez en la Fecha 38, Bravo no jugó debido a que no recibió el alta médica tras sufrir una lesión en el soleo de la pierna derecha y se coronó Bicampeón de la Liga Española con los cules, el 22 de mayo, Bravo se coronó Bicampeón de la Copa del Rey tras vencer por 2-0 a Sevilla Fútbol Club en la final, al igual que el año pasado, Bravo fue suplente en esta competición.
En la temporada 2015-16 Bravo jugó 35 partidos y recibió 23 goles, jugó 32 por la Liga 2015-16 (22 goles en contra), 1 por la Supercopa de España 2015 (recibiendo un gol) y 2 por el Mundial de Clubes 2015 sin recibir goles, además ganó 4 títulos, la Liga 2015-16, la Copa del Rey 2015-16, la Supercopa de Europa 2015 y el Mundial de Clubes 2015.

#### Temporada 2016-17
Bravo debutó en la Temporada 2016-17 con el FC Barcelona, el 14 de agosto de 2016 en la ida de la Supercopa de España 2016 ante el Sevilla de Jorge Sampaoli, triunfo por 2-0 en el Estadio Ramón Sánchez Pizjuan, tres días más tarde se proclama campeón de la Supercopa de España tras derrotar por 3 a 0 al Sevilla Fútbol Club con goles de Arda Turan (2) y uno de Lionel Messi, además Bravo fue una de las figuras del partido ya que tapó un penal a Vicente Iborra al minuto 33, tirándose hacia su derecha.
El 20 de agosto de 2016, por la primera fecha de la Liga Española 2016-17, Bravo jugó su último partido por el Barcelona en la goleada por 6-2 sobre Real Betis.
En su paso por el Barcelona, Bravo conquistó ocho títulos, jugó 75 partidos y recibió 44 goles.

### Manchester City

#### Temporada 2016-17
El 25 de agosto de 2016, se hizo oficial el fichaje de Claudio Bravo por el Manchester City por la suma de 18 millones de euros más dos millones en variables, no ha logrado tener un buen rendimiento a causa de su defensa, siendo muy criticado por la prensa y los hinchas del club.
Todo empezó cuando se supo que Bravo llegó por expreso deseo de Pep Guardiola en reemplazo del arquero Joe Hart, quien no era del agrado del técnico debido a que deseaba a un portero que tuviera un buen juego con los pies, habilidad en la que Pep consideraba al chileno como sobresaliente. Esto generó cierta reticencia en la fanaticada citizen debido a que Hart era uno de los grandes ídolos de la hinchada, sin embargo esto no impidió que Guardiola cediera al inglés al Torino FC de Italia.
El debut de Claudio en el City fue por la cuarta jornada de la Premier League 2016-17 coincidiendo con el clásico ante el Manchester United, partido en que el elenco de Pep triunfo por 2-1, sin embargo el descuento por parte de los dirigidos de Mourinho tuvo cierta complicidad del arquero chileno, esto porque al salir a cortar un centro su despeje fue a parar a los pies de Zlatan Ibrahimović, quien anotó el descuento momentáneo al final del primer tiempo. Bravo recibió una serie de críticas debido a su mala salida sin embargo fue respaldado por su técnico. 4 días después tuvo su debut en la Liga de Campeones en la cual los citizen derrotaron al Borussia Mönchengladbach por 4 a 0, repitiendo posteriormente el resultado en la premier ante el Bournemouth.
En el partido válido por la segunda jornada de la Champions, el city empató ante el Celtic FC por 3 a 3. El arquero fue criticado ya que según los medios de prensa, el chileno no inspiraba seguridad en la portería. Sin embargo lo peor estaría por llegar ya que el siguiente cotejo por la competencia europea sería ante su ex club el Barcelona, en este partido Bravo cometió un error clave jugando con los pies lo que le causó que perdiera el control del balón y que Luis Suárez disparara a puerta con el arco desguarnecido, ante esta emergencia Bravo no tuvo más opción que parar con la mano el tiro del uruguayo estando fuera del área lo que le causó la expulsión inmediata del encuentro, finalmente el cuadro culé triunfó por 4 a 0. Claudio se llevó una oleada de críticas debido a que había fallado en lo que precisamente era considerado un experto, en una triste ironía del destino el portero falló a la hora de jugar con los pies. Fue aquí cuando el diario The Sun empezó a llamar al arquero con un despectivo apodo que posteriormente se usaría para criticarlo a futuro, siendo este Clownio Bravo, en un juego de palabras compuestas por clown (payaso) y la última sílaba de su nombre Claudio omitiendo la letra D.
Mientras que las cosas no iban mejor en la liga, ya que después del triunfo ante el Swansea City el conjunto citizen encadenó una racha de 3 partidos sin ganar, siendo una derrota por 2 goles a cero ante el Tottenham Hotspur y dos empates a 1 gol contra el Everton FC y el Southampton, a pesar de haber conseguido atajar un penal en el primer cotejo Bravo una vez más fue sindicado como uno de los causantes de la derrota, mientras que en los otros encuentros no se libró de más críticas provenientes de figuras destacadas de la liga inglesa como Alan Shearer. Esta racha llegaría a término con el triunfo por goleada al West Bromwich Albion por 4 goles a cero, a pesar de empatar con Middlesbrough FC el city tuvo 2 victorias consecutivas ante el Crystal Palace FC y el Burnley FC. A pesar de esto por aquel momento Bravo se encontraba en algunas listas que lo sindicaban como uno de los peores jugadores de la Premier League, el diario Express incluyó al chileno en la lista del peor "11" de la liga, mientras que el diario Sport lo incluyó en su top de 10 fiascos futbolísticos del año, cabe señalar que curiosamente al mismo tiempo que aparecían todos estos listados Bravo era elegido por la IFFHS como el cuarto mejor portero del año.
Sobre el final del año Bravo declaró en una entrevista que las críticas recibidas más que ponerlo débil e inseguro lo fortalecían, al respecto de esto posteriormente la prensa inglesa ironizaría con sus declaraciones debido a su actuación en el partido ante el Leicester City que finalizaría con triunfo por 4 a 2 a favor del campeón vigente.
Ya en comienzo de la segunda rueda de la Premier el city venció al Burnley FC por 2 goles a 1, una vez más el descuento anotado por la visita tuvo cierta complicidad del portero lo que dio pie a nuevas reseñas negativas por parte de los periódicos ingleses, a pesar de que en la zona mixta Guardiola aseguró que hubo una falta evidente no señalada por el cuerpo arbitral. En el siguiente cotejo ante el Everton FC finalizó por goleada de 4 goles a cero en contra de los dirigidos de Pep, la prensa de nuevo volvió a utilizar el apodo de Clownio Bravo para referirse al arquero, debido a su actuación en el encuentro el diario The Mirror lo catalogó como el peor arquero de la Premier.

#### Temporada 2017-18
En 2017, fue reemplazado por el arquero brasileño Ederson Moraes para disputar la Premier League, dejando a Bravo como arquero para disputar la FA Cup y la Copa de la Liga. Tras quedar eliminados de la FA Cup ante el Wigan Athletic, Bravo solo tenía una oportunidad para callar las críticas, siendo la Copa de la Liga su lugar ideal. Durante ese torneo, logró salvar a su equipo en partidos clave, llegando a la final contra el Arsenal. La final se disputó el 25 de febrero de 2018, donde el City venció al Arsenal 3-0, con gran actuación de Bravo, logrando así su primer título en Inglaterra.
Tras una corta participación en la Premier League 2017-18, Bravo obtuvo su segundo título el 13 de mayo. En los meses posteriores jugó el torneo amistoso International Champions Cup 2018, donde volvió a recuperar tiempo en cancha, para luego disputar la Community Shield contra el Chelsea el 5 de agosto. En aquel partido Bravo fue protagonista y ganó su tercer título con los ingleses.

### Real Betis Balompié
En agosto de 2020, tras terminar su contrato con el City, fichó por dos temporadas con el Real Betis, donde coincidió como entrenador con su compatriota Manuel Pellegrini.
Su primer año en el club verdiblanco fue bueno, pero las lesiones le impidieron tener continuidad en el equipo. En su segunda temporada, alternó la titularidad en todas las competiciones con su compañero Rui Silva, de acuerdo con la política de rotaciones que llevó a cabo Pellegrini y ambos guardametas alcanzaron buenas actuaciones. El equipo ganó la Copa del Rey en este año 2022, tras imponerse al Valencia C.F. en la final, que disputó Bravo, en la tanda de penales y se clasificó igualmente para la Europa League. El club contento con su rendimiento, amplió su contrato un año más hasta junio de 2023.
En junio de 2024 el club español haría oficial su salida del club.
El 26 de agosto de 2024 anunció su retiro profesional del fútbol después de su larga trayectoria en la carrera profesional.

## Estilo de juego

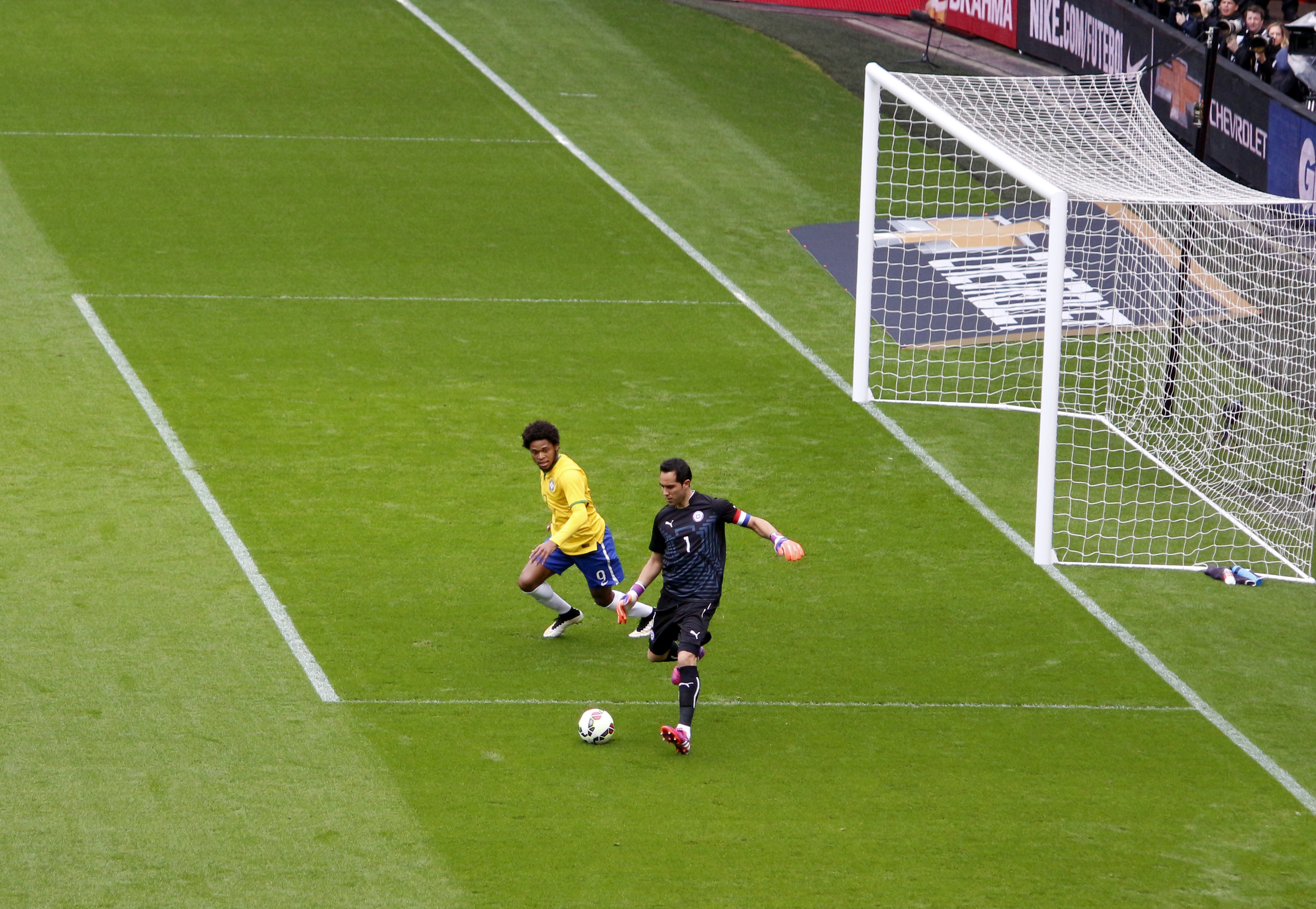
Bravo tocando el balón frente a Luiz Adriano.

En diciembre de 2008, el delantero turco Necati, que militaba en la Real, aseguró del chileno «después de Taffarel, es el mejor portero que he visto hasta ahora. Tanto con las manos como con los pies, que los utiliza a la perfección. Es un portero buenísimo».
En noviembre de 2013, la selección chilena derrotó a Inglaterra con un marcador de 0 a 2. Tras el partido, Hodgson, el entonces entrenador británico, afirmó respecto de la actuación de Bravo: «creo que ha sido la mejor demostración de juego con los pies que he visto en un portero».
Tras confirmarse su traspaso al Fútbol Club Barcelona, el francés Antoine Griezmann aseguró de él: «es un gran portero, con un juego con los pies increíble». Otro de sus excompañeros realistas, Alberto de la Bella, manifestó «es el mejor jugador que he visto en la portería con los pies. Va bien por alto, lo tiene todo».
Durante su presentación como refuerzo del Fútbol Club Barcelona, Andoni Zubizarreta resaltó sus cualidades: «tiene personalidad, carácter competitivo, un buen uno contra uno, una buena relación con la línea defensiva, un excelente juego de pies». Sus compañeros en el cuadro catalán, así como su entrenador, también han reconocido sus condiciones:

«Nos da las cualidades que necesita un portero del Barça. Da seguridad, es completo en todos los aspectos, tranquilo, bueno con los pies» — Luis Enrique
«Con los pies es increíble» — Jordi Alba
«Le gusta hablar en la cancha» — Gerard Piqué
«Cuando Claudio habla, a mí me da mucha seguridad» — Javier Mascherano
«Nos aporta liderazgo» — Sergio Busquets

## Selección nacional

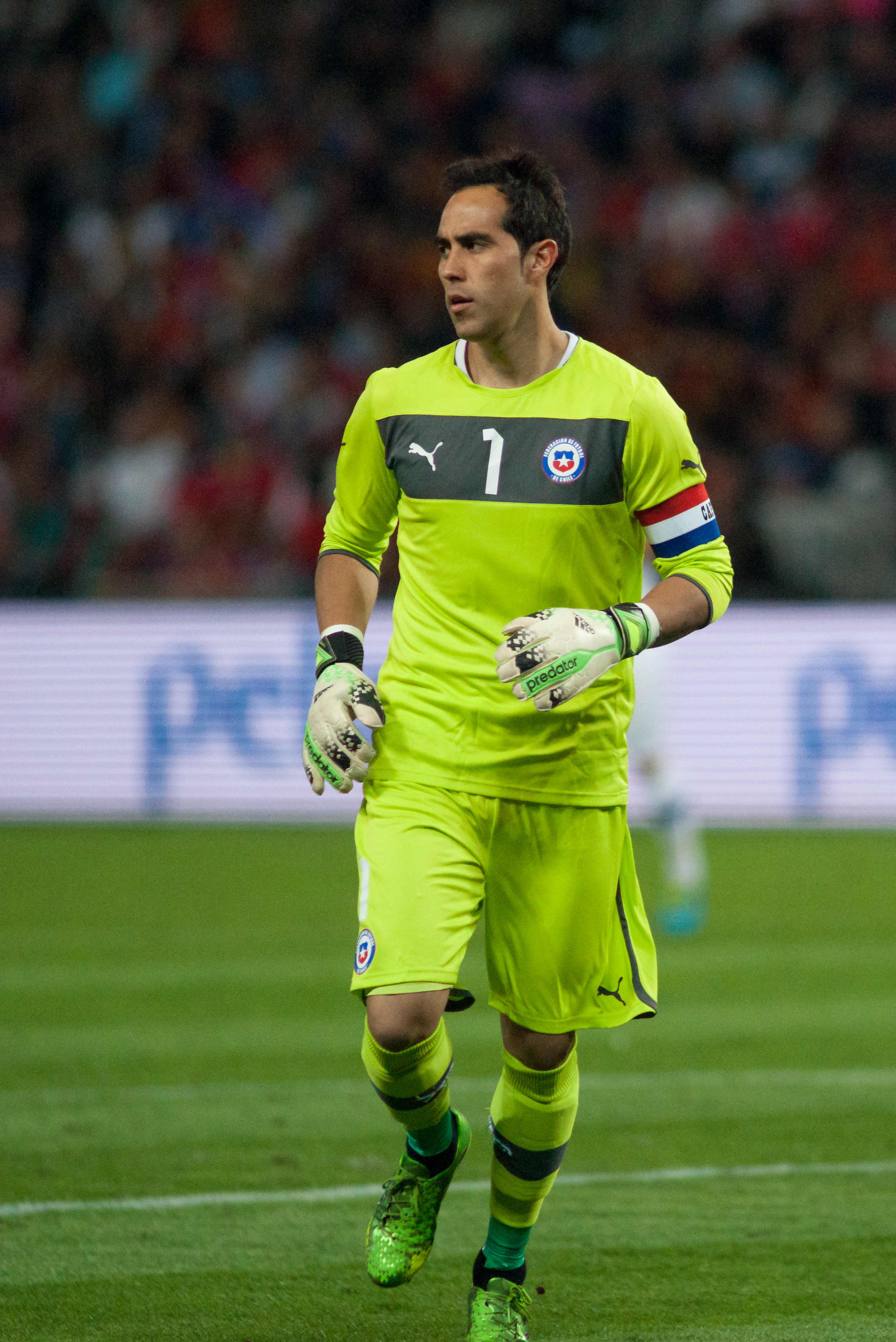
Claudio Bravo es el tercer futbolista con más partidos disputados en la historia de la (150).

Desde 2008 hasta 2017 fue el capitán de la selección chilena, para dejarlo al mando al defensa Gary Medel, recuperando la cinta a partir de 2021. En la actualidad, Claudio Bravo es el tercer jugador con más partidos en la historia del combinado, con un total de 126 apariciones. A su participación en dos Copas del Mundo, se suman cuatro ediciones de Copa América, y también el futbolista chileno con más apariciones en procesos de clasificatorias a mundiales con 49.

### Selección sub-20
Nominado por César Vaccia para participar del Sudamericano Sub-20 de 2003, Bravo compartió el arco con Miguel Pinto, siendo titular en 2 partidos de dicha competición. La Selección chilena tuvo una paupérrima actuación, siendo eliminada en primera ronda, obteniendo 1 victoria y 3 derrotas. Bravo recibió 1 gol en esos 2 partidos.

#### Participaciones en Sudamericanos Sub-20
| Torneo                           | Sede    | Resultado    | PJ | G.R | V.I |
| -------------------------------- | ------- | ------------ | -- | --- | --- |
| Sudamericano Sub-20 Uruguay 2003 | Uruguay | Primera fase | 2  | -1  | 1   |

### Selección sub-23
Juvenal Olmos le convocó para participar del Preolímpico de 2004 llevado a cabo en Chile. Bravo fue titular en los cuatro partidos de la primera ronda, manteniéndose invicto en los dos primeros. Este hecho fue destacado por medios locales, lo que dio inicio a la «nominación» de Bravo como recambio de Nelson Tapia en la selección adulta. «Pelearle el arco de la adulta a Nelson es una responsabilidad distinta. Me lo tomo con mucha calma», manifestó al respecto el entonces portero de Colo-Colo. El exportero Óscar Wirth aseguró por aquel entonces «si sigue así, no me cabe duda de que llegará». Chile no lograría clasificar a los Juegos Olímpicos, quedando eliminado en el cuadrangular final.

#### Participaciones en Preolímpicos
| Torneo                           | Sede  | Resultado  | PJ | G.R | V.I |
| -------------------------------- | ----- | ---------- | -- | --- | --- |
| Preolímpico Sub-23 de Chile 2004 | Chile | Fase final | 7  | -10 | 2   |

#### Detalles de partidos
| \| N.º \| Fecha \| Estadio \| Local \| Resultado \| Visitante \| Goles \| Competición \| \| ----- \| ---------- \| -------------------------------------------------- \| ----- \| --------- \| --------- \| ----- \| --------------------------------- \| \| 1 \| 07-01-2004 \| Estadio Municipal de Concepción, Concepción, Chile \| Chile \| 3-0 \| Uruguay \| 0 \| Torneo Preolímpico Sub-23 de 2004 \| \| 2 \| 09-01-2004 \| Estadio Municipal de Concepción, Concepción, Chile \| Chile \| 3-0 \| Venezuela \| 0 \| Torneo Preolímpico Sub-23 de 2004 \| \| 3 \| 13-01-2004 \| Estadio Municipal de Concepción, Concepción, Chile \| Chile \| 3-2 \| Paraguay \| -2 \| Torneo Preolímpico Sub-23 de 2004 \| \| 4 \| 15-01-2004 \| Estadio Municipal de Concepción, Concepción, Chile \| Chile \| 1-1 \| Brasil \| -1 \| Torneo Preolímpico Sub-23 de 2004 \| \| 5 \| 21-01-2004 \| Estadio Playa Ancha, Valparaíso, Chile \| Chile \| 1-2 \| Paraguay \| -2 \| Torneo Preolímpico Sub-23 de 2004 \| \| 6 \| 23-01-2004 \| Estadio Sausalito, Viña del Mar, Chile \| Chile \| 1-3 \| Brasil \| -3 \| Torneo Preolímpico Sub-23 de 2004 \| \| 7 \| 25-01-2004 \| Estadio Sausalito, Viña del Mar, Chile \| Chile \| 2-2 \| Argentina \| -2 \| Torneo Preolímpico Sub-23 de 2004 \| \| Total \| \| Presencias \| 7 \| \| Goles \| -10 \| \| |            |                                                    |       |           |           |       |                                   |
| N.º | Fecha      | Estadio                                            | Local | Resultado | Visitante | Goles | Competición                       |
| 1 | 07-01-2004 | Estadio Municipal de Concepción, Concepción, Chile | Chile | 3-0       | Uruguay   | 0     | Torneo Preolímpico Sub-23 de 2004 |
| 2 | 09-01-2004 | Estadio Municipal de Concepción, Concepción, Chile | Chile | 3-0       | Venezuela | 0     | Torneo Preolímpico Sub-23 de 2004 |
| 3 | 13-01-2004 | Estadio Municipal de Concepción, Concepción, Chile | Chile | 3-2       | Paraguay  | -2    | Torneo Preolímpico Sub-23 de 2004 |
| 4 | 15-01-2004 | Estadio Municipal de Concepción, Concepción, Chile | Chile | 1-1       | Brasil    | -1    | Torneo Preolímpico Sub-23 de 2004 |
| 5 | 21-01-2004 | Estadio Playa Ancha, Valparaíso, Chile             | Chile | 1-2       | Paraguay  | -2    | Torneo Preolímpico Sub-23 de 2004 |
| 6 | 23-01-2004 | Estadio Sausalito, Viña del Mar, Chile             | Chile | 1-3       | Brasil    | -3    | Torneo Preolímpico Sub-23 de 2004 |
| 7 | 25-01-2004 | Estadio Sausalito, Viña del Mar, Chile             | Chile | 2-2       | Argentina | -2    | Torneo Preolímpico Sub-23 de 2004 |
| Total |            | Presencias                                         | 7     |           | Goles     | -10   |                                   |

### Copas América

#### Copa América 2004
Formó parte de la convocatoria de Juvenal Olmos para disputar la Copa América 2004 en Perú. Luego de ser suplente en la derrota ante Brasil (0 a 1) en el primer encuentro, a Bravo se le presentó la oportunidad de estrenarse con la selección absoluta en el segundo partido, ante Paraguay, un 11 de julio de 2004, esto tras una lesión de Alex Varas, el portero titular. Su debut, sin embargo, es criticado por la prensa debido a su responsabilidad en el gol guaraní, que a la postre significaría el empate final 1 a 1, empate que le daría a los chilenos el único punto en el campeonato. En el cierre del grupo, con Varas nuevamente de titular, Chile caería derrotado por 2 a 1 ante Costa Rica quedando eliminado del torneo.

#### Copa América 2007

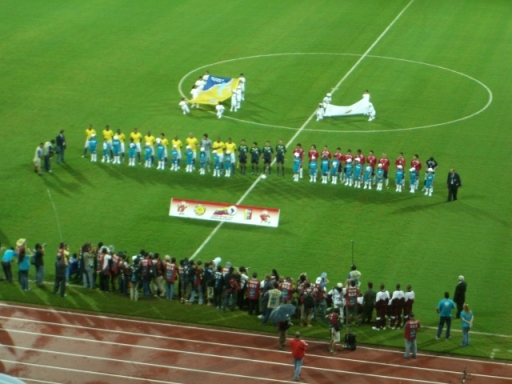
Previa del duelo entre Brasil y Chile por los cuartos de final de la Copa América 2007.

El técnico de la selección era ahora Nelson Acosta. El «Pelado» nominó a Bravo como primera opción en la portería. Chile debutó en Puerto Ordaz ante la selección de Ecuador con un triunfo por 3 tantos a 2; pese a los dos tantos recibidos, Bravo evitó claras opciones de marcar para los contrarios, la más clara cuando con marcador de 1 a 2 favorable a los ecuatorianos rechazó un potente remate de Antonio Valencia dentro del área que prácticamente habría sentenciado el partido.
En el segundo encuentro Chile perdió 0 a 3 ante Brasil en Maturín. Los tres goles de la «Canarinha» lo marcó Robinho.
Contra México en el cierre del grupo solo se consiguió un empate a cero. Con un total de cuatro puntos Chile logró clasificarse para cuartos. Posterior a esto algunos seleccionados chilenos protagonizaron el denominado «Puerto Ordazo» cuando, celebrando la clasificación, cometieron actos de indisciplina en el hotel de concentración en Puerto Ordaz. Bravo no participó de estos hechos.
En cuartos Chile nuevamente se topó con Brasil, perdiendo rotundamente por marcador de 1 a 6, siendo la peor goleada que ha recibido Bravo en la selección y a nivel de clubes.

#### Copa América 2011
El seleccionador Claudio Borghi, quien había dirigido a Bravo en su etapa como colocolino, lo convocó para disputar el torneo continental celebrado en Argentina. Debutó con un triunfo de 2 a 1 ante México en el San Juan del Bicentenario; cuatro días más tarde, empataría ante la selección charrúa (1 a 1). Bravo, que arrastraba una tarjeta amarilla del partido inaugural frente a los mexicanos, no fue alineado por Borghi en el último partido de la fase de grupos contra los peruanos (triunfo 1 a 0 gracias a un autogol) para «cuidarlo» de cara a los cuartos de final.
En cuartos los chilenos caerían eliminados ante Venezuela por resultado de 1 a 2. La prensa deportiva criticaría a Bravo por su responsabilidad en el segundo gol venezolano, que llegó precedido de un rebote concedido por el portero en el área chica.

#### Copa América 2015

Claudio Bravo conformó la alineación de que le dio su primer título oficial en 99 años tras ganarle en penales a la Final de la Copa América 2015.

Chile, anfitrión del torneo, debutó con un triunfo de 2 a 0 ante Ecuador. Bravo integró el equipo ideal de la primera fecha, en compañía de sus compañeros Vidal, Medel e Isla. Posteriormente, el combinado chileno empataría 3 a 3 frente a México; en el tercer partido, con la clasificación a la siguiente ronda asegurada, se quedaría con el primer lugar del grupo tras golear por 5 a 0 a Bolivia. La organización del torneo ubicó a Bravo como el portero del equipo ideal de la fase de grupos.
En cuartos de final se toparía con el vigente campeón: Uruguay. En un partido marcado por la polémica, los chilenos lograrían imponerse gracias a un gol de Mauricio Isla a diez minutos del final, instalándose en semifinales por primera vez en dieciséis años, instancia en donde derrotarían a Perú con un doblete de Eduardo Vargas.
La final la disputó frente a Argentina en el Estadio Julio Martínez Prádanos. Durante el primer tiempo Bravo tuvo una tapada notable al minuto 20 tras un cabezazo a quemarropa de Sergio Agüero luego de tiro libre de Lionel Messi, tras empatar a cero en el tiempo reglamentario, el marcador se mantuvo inamovible también durante la prórroga, teniendo que decidirse el título mediante lanzamientos penales. Bravo contuvo el tercer lanzamiento argentino, a Éver Banega, que permitió que Alexis, en la siguiente ejecución, sellara el triunfo chileno por 4 a 1 en la tanda. Bravo se convertiría así en el primer capitán en la historia de la selección chilena en levantar una Copa América, siendo elegido como el mejor portero del torneo.

#### Copa América Centenario

Claudio Bravo conformó la alineación que consagró a por primera vez como Bicampeón de América tras vencer nuevamente en penales a por la Final de la Copa América Centenario.

Chile, el campeón vigente, se coronó por segunda vez campeón de América gracias, en gran parte, a salvadas de Claudio Bravo, quien disputó todos los partidos. En la fase de grupos, se enfrentó a Argentina, perdiendo 2:1, a Bolivia, ganando 2:1, y a Panamá, ganando 4:2; con estos resultados, Chile clasificó como segundo del grupo D. En cuartos de final goleó 7:0 a México, y avanzó a la semifinal, donde ganaron 2:0 al combinado de Colombia.
El 26 de junio fue la final de la Copa América Centenario en el MetLife Stadium, empató 0:0 con Argentina y ganó en la tanda de penaltis 4–2 conteniendo el penal de Lucas Biglia, también al minuto 100 del alargue Bravo saco una pelota desde el ángulo tras remate de Sergio Agüero, salvando el arco chileno y mandándola al córner. Además del campeonato, Claudio Bravo ganó también el guante de oro al mejor portero de la competición.

#### Copa América 2021
Fue nominado por Martín Lasarte para disputar la Copa América 2021, donde quedaron eliminados por Brasil en Río de Janeiro por los cuartos de final.

#### Copa América 2024
Fue nominado por Ricardo Gareca para disputar la Copa América 2024, convirtiéndose así en el jugador más longevo en participar en la historia del certamen, con 41 años, dos meses y 9 días. Además, se convirtió también en el sexto jugador con más participaciones en la Copa América, con 27 partidos, y en el único jugador mayor de 40 años en ser titular en un partido del torneo. Fue también la última competición en la que participó como futbolista profesional.

#### Copa Confederaciones 2017

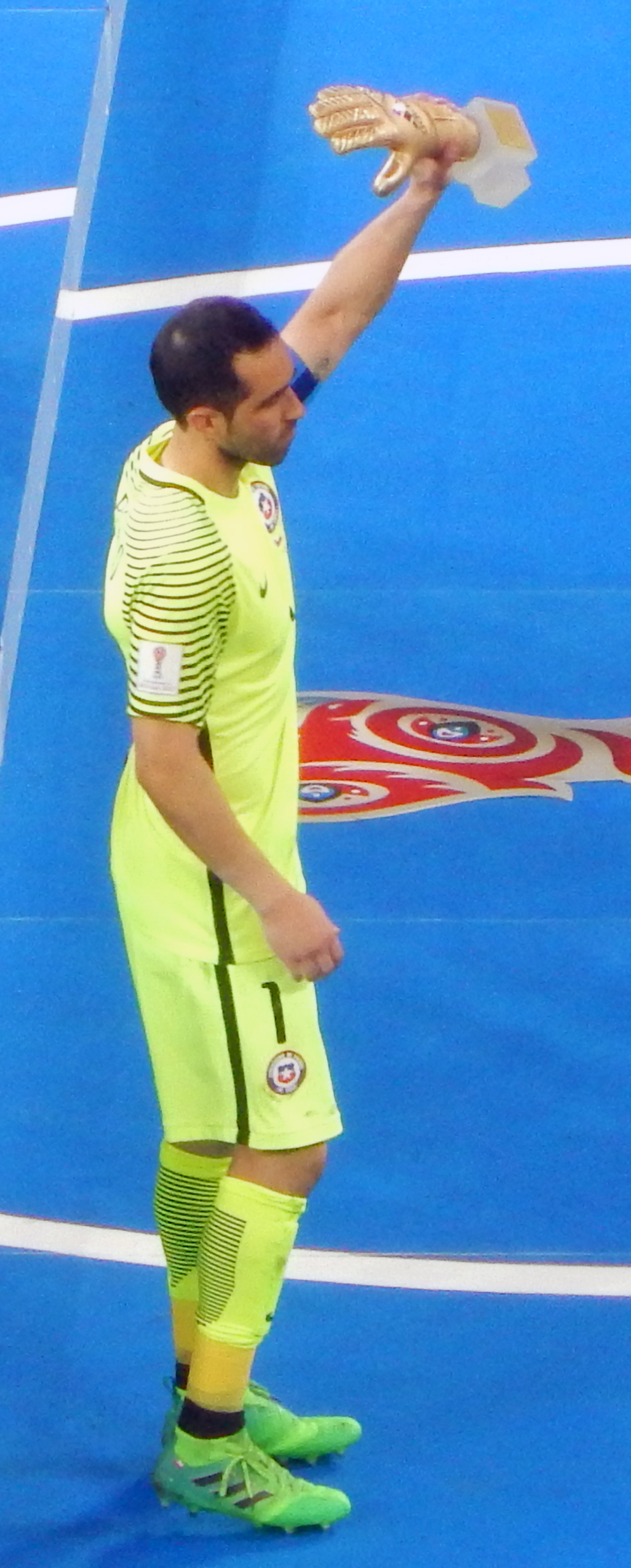
Claudio Bravo salió elegido por la FIFA como mejor arquero de la Copa Confederaciones 2017.

Tras el título obtenido en 2015, Chile se clasificó a la Copa Confederaciones 2017, que se realizó en Rusia. Bravo, tras una lesión no pudo estar ante Alemania y Camerún por lo que tuvo que estar el portero suplente, Johnny Herrera.
Luego, tras la recuperación de Bravo, debutó en el último partido de la primera fase, ante Australia, donde tras un mal saque de Bravo, se produjo el gol de James Troisi. Sin embargo, Chile logró empatar con gol de Martín Rodríguez en el minuto 67, empatando finalmente 1-1, clasificándose a la segunda fase tras acabar segundos detrás de los alemanes con 5 puntos, y era la selección con menos rendimiento al llegar a semifinales del torneo.
Luego ante Portugal, el 28 de junio, Chile empató sin goles hasta la prórroga y posteriormente la tanda de penaltis, donde Bravo contendría los penales de los portugueses Ricardo Quaresma, João Moutinho y de Nani, clasificándose a la final con Bravo como mejor jugador de aquel partido.
Después, el 2 de julio, Chile disputaba su tercera final en tres años, ahora contra los alemanes en el Estadio Krestovski en San Petersburgo, donde tras un error del centrocampista Marcelo Díaz, los alemanes Timo Werner y Lars Stindl quedaron solos ante el portero chileno, donde sin la opción de hacerles daño, Stindl anota el gol alemán, donde los jugadores chilenos a pesar de contener el partido con más posición del balón, no lograron chutar directo hacia la portería rival, y perdieron la final de la Confederaciones. A pesar de eso, Bravo ganó el Guante de Oro Adidas, titulándose como mejor portero del torneo.

### Mundiales

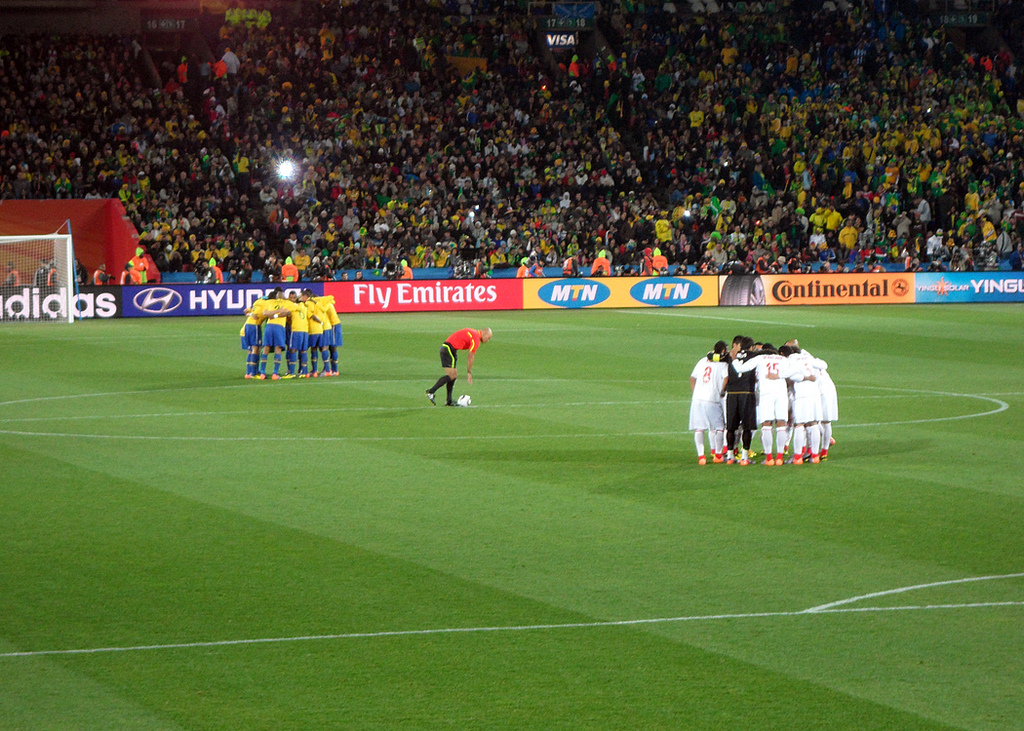
Johannesburgo. Los momentos previos al inicio del -, válido por los octavos de final de la Copa del Mundo de Sudáfrica 2010.

#### Copa Mundial 2010
Pese a una lesión sufrida meses antes, el seleccionador Marcelo Bielsa le convocó para la cita mundialista celebrada en Sudáfrica. Chile debutó con victoria por la mínima ante Honduras con gol de Jean Beausejour en el Mbombela, resultado que significó el primer triunfo chileno en una Copa del Mundo después de 48 años. Cinco días después venció por el mismo marcador a Suiza en Puerto Elizabeth con anotación de Mark González, pero en el cierre del grupo perdió la oportunidad de hacerse con el liderato al caer derrotado por 1 a 2 frente a España, logrando clasificarse para octavos de final por segunda vez en un Mundial fuera de casa. Personalmente, el portero chileno fue criticado por su responsabilidad en el primer gol ibérico, obra de David Villa. Chile acabaría su participación perdiendo por 3 a 0 ante Brasil en el Ellis Park en octavos.

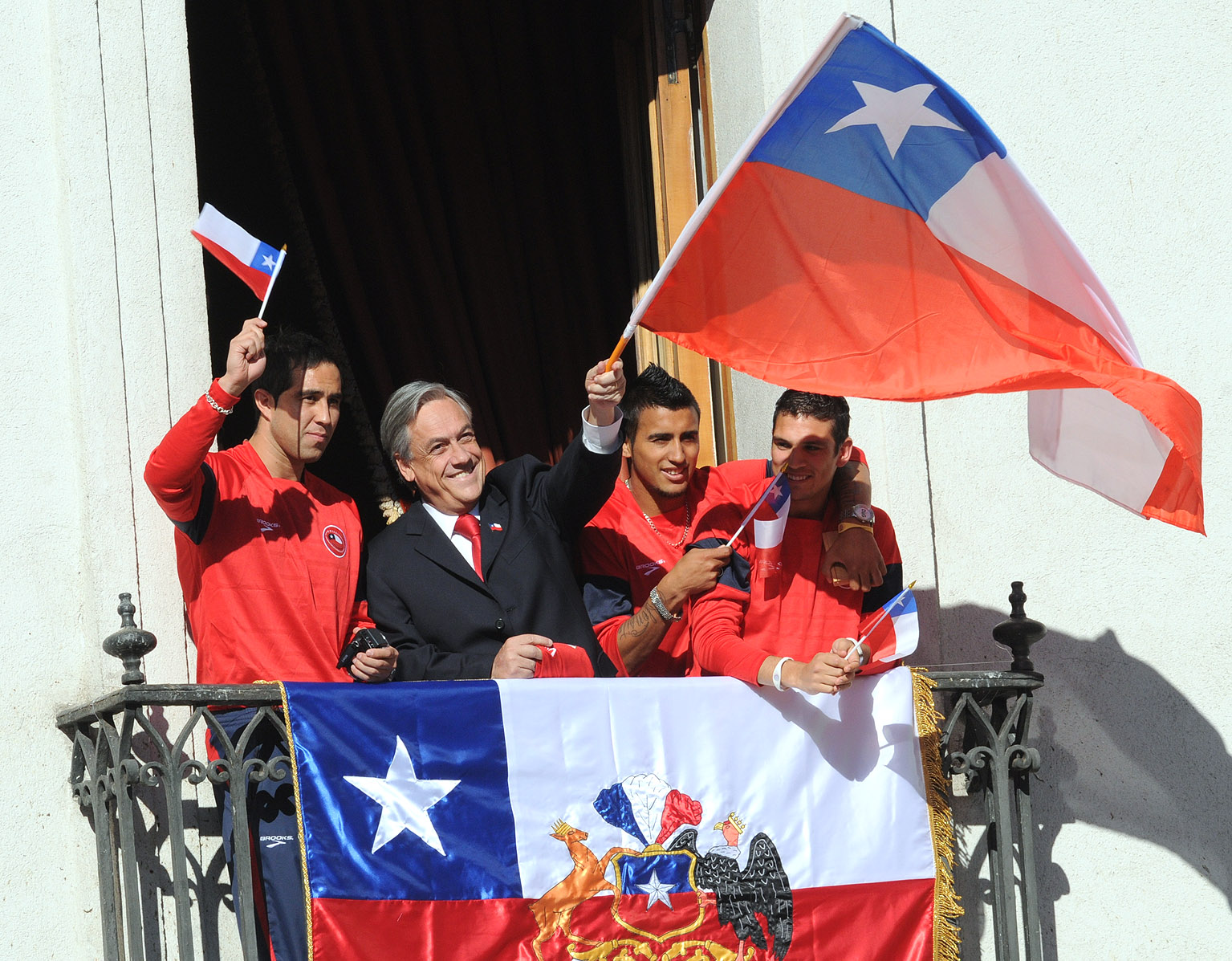
Bravo en La Moneda con Sebastián Piñera, entonces presidente de la República, tras su participación en Sudáfrica.

Hasta ese momento, el tiempo más largo de un combinado chileno sin recibir goles en un Mundial había sido en la edición de 1962, en aquella cita, Misael Escuti mantuvo su arco invicto durante 195 minutos, desde el minuto 6 del debut ante Suiza hasta el minuto 21 del tercer partido, en la derrota por 2 a 0 ante Alemania Federal en el cierre del grupo. En Sudáfrica, Bravo acumuló 204 minutos imbatido hasta el mencionado gol de Villa, estableciendo, de esta manera, un nuevo récord chileno de imbatibilidad en Copas del Mundo.

#### Copa Mundial 2014
El 1 de junio de 2014 se ratifica su presencia en la convocatoria de 23 jugadores de Jorge Sampaoli para participar en el Mundial de Brasil.

Una intervención a Mark Bresciano en el debut frente a Australia, que acabó con triunfo chileno de 3 a 1, le valió elogios por parte de la prensa, debido, sobre todo, al momento del partido: un solo gol de ventaja de los sudamericanos en el marcador.

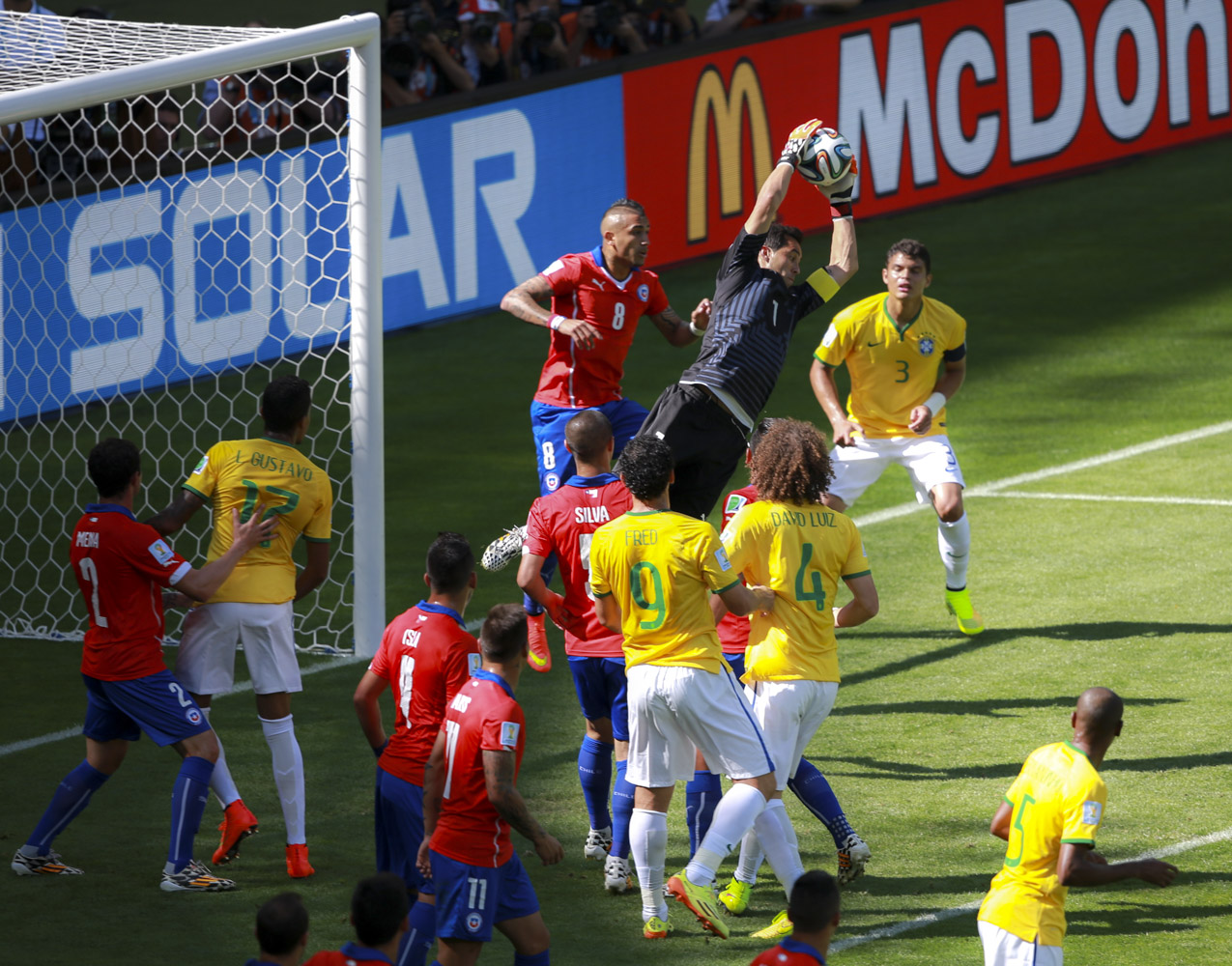
Belo Horizonte. Bravo atrapando un balón aéreo durante los octavos de final ante.

 En el segundo encuentro del grupo, disputado en el Maracaná de Río de Janeiro, Chile eliminaría del torneo al vigente campeón del mundo, España, con una victoria por 0 a 2 con anotaciones de Eduardo Vargas y Charles Aránguiz, asegurando, además, su clasificación a los octavos de final. En su página web, la FIFA destacó al guardameta como una de las «figuras» del equipo chileno. Bravo le dedicó en las redes sociales el triunfo al exportero Roberto Rojas, protagonista del considerado por muchos como el episodio más bochornoso en la historia del fútbol chileno: el «Condorazo», ocurrido precisamente en el Maracaná. Ante los españoles, Bravo se convirtió en el portero chileno con más apariciones en citas mundialistas, al superar las cinco presencias de Misael Escuti en 1962. En el último partido de la primera ronda, Chile perdió ante los Países Bajos quedando relegado a la segunda posición del grupo.

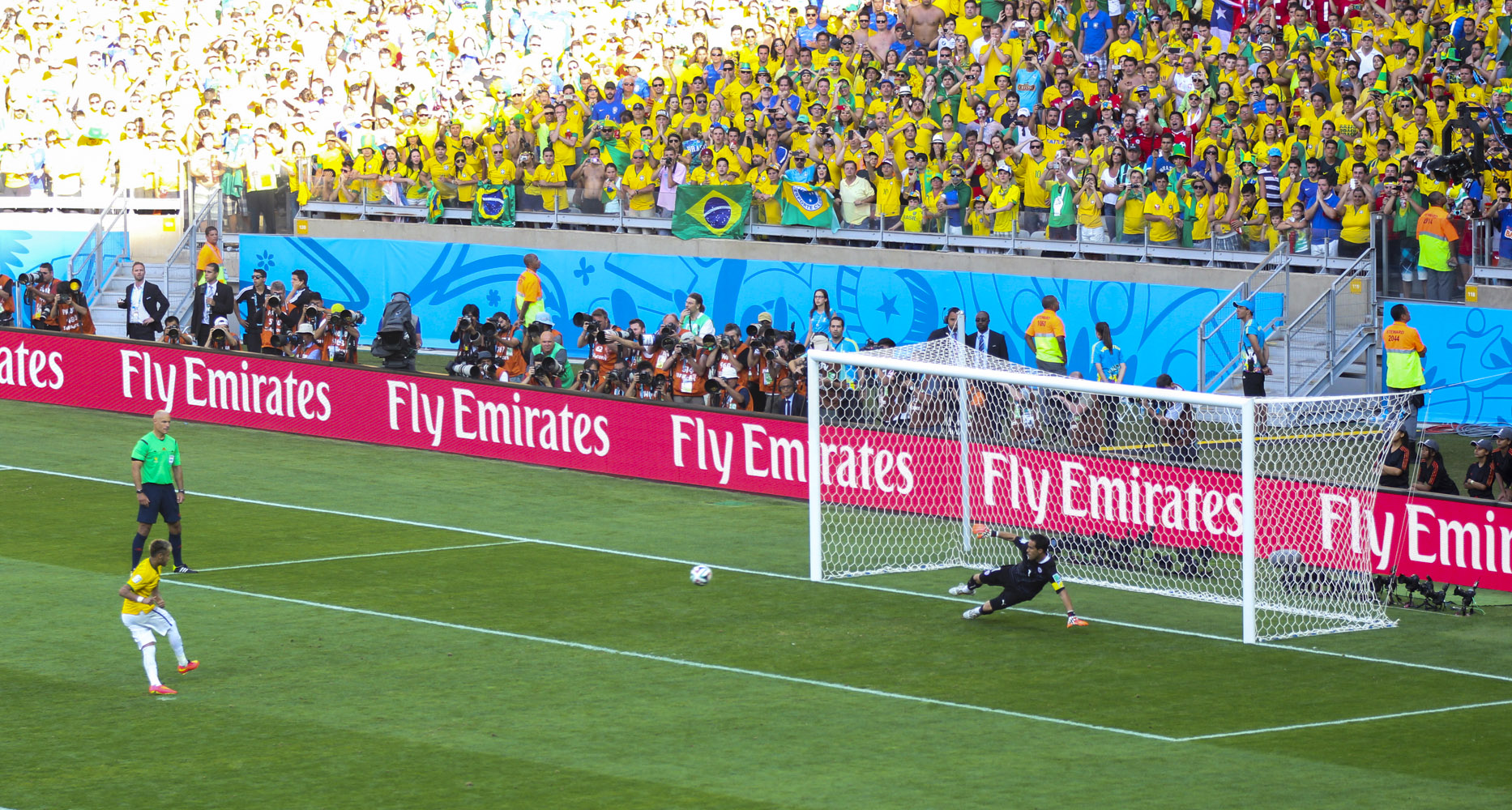
Bravo en la tanda de penales que definió el pase a cuartos de final.

Desde el solitario tanto de Tim Cahill ante los australianos, hasta el primer gol holandés en el cierre, anotado por Fer, el portero acumuló 222 minutos sin recibir goles, superando su anterior marca conseguida en Sudáfrica.
La FIFA lo ubicó como uno de los tres mejores porteros de la primera ronda del torneo; el chileno alcanzó esta posición tras promediar una calificación de 8.9 puntos en el ranking de rendimiento publicado por el organismo.
En octavos de final, Chile empataría 1 a 1 ante Brasil en los noventa minutos reglamentarios. Tras la prórroga, el pase a cuartos se decidió mediante tanda de penales; Bravo contuvo el cuarto lanzamiento brasileño, a Hulk, sin embargo, el triunfo se lo acabaría llevando el anfitrión por 3 a 2 tras errar Gonzalo Jara el último penal chileno. Personalmente, Bravo quedaría como el sexto mejor portero del torneo una vez concluida la cita.

### Clasificatorias

#### Clasificatorias Alemania 2006
Comenzó a ser convocado por Juvenal Olmos desde marzo de 2004, precisamente en el partido ante Bolivia en La Paz, siendo suplente de Nelson Tapia hasta que, trascurrido un año de la Copa América 2004, volvió a atajar por su selección nacional en las dos últimas fechas de las Clasificatorias Rumbo a Alemania 2006, atajó en ambos partidos, contra Colombia (1-1) de visita y después contra Ecuador (0-0) de local, ambos empates y también ambos resultados dejaron a Chile fuera del mundial.

#### Clasificatorias Sudáfrica 2010
Para las Clasificatorias a Sudáfrica 2010, Bravo ya estaría algo consolidado como el primer arquero de la selección y se convertiría en el capitán del equipo a partir de la Fecha 5 tras el retiro internacional de Marcelo Salas. Con Marcelo Bielsa al mando de la selección lograrían una histórica clasificación al Mundial de Sudáfrica en el segundo lugar con 33 puntos, siendo superados solo por el pentacampeón mundial Brasil y con Bravo jugando los 18 partidos rumbo a Sudáfrica, en su camino a la clasificación lograron triunfos vitales como contra Bolivia (2-0) en La Paz, Venezuela (3-2) en Puerto La Cruz, Perú (3-1) en Lima, Paraguay (2-0) en Asunción (primer triunfo de la selección en tierras paraguayas en 28 años), Colombia (4-2) en Medellín (que significa la clasificación al mundial luego de 12 años). También destacan el histórico empate de visitante 2-2 sobre Uruguay en tierras charrúas y también el histórico triunfo de local 1-0 sobre Argentina en el Estadio Nacional Julio Martínez Prádanos en Santiago de Chile.

#### Clasificatorias Brasil 2014
Para la Clasificatorias a Brasil 2014, habría un nuevo entrenador tras la renuncia de Bielsa tras diferencias con la nueva dirigencia de la ANFP, en su reemplazó asumiría Claudio Borghi. Las cosas no empezarían bien tras un clara derrota 4-1 sobre Argentina de visita, pero después en la segunda fecha golearon a Perú de local 4-2, transcurridas las primeras fechas Chile lograría quedar como líder de la clasificatoria por primera vez en su historia tras el 2-0 sobre Venezuela en tierras venezolanas. Después de esto, la selección sufriría 3 derrotas seguidas contra Colombia (1-3), Argentina (1-2) y Ecuador (1-3 de visita), Bravo no jugó los últimos 2 partidos debido a una lesión, tras estos malos resultados Chile saldría de la zona de clasificación quedando en el 6° lugar y debido a eso despidieron al entrenador Claudio Borghi.
Para 2013, la ANFP contrato al adiestrador argentino Jorge Sampaoli para el fin de la clasificatoria, la "Era Sampaoli" no empezaría bien tras la derrota 1-0 contra Perú en Lima, pero después lograrían ganar 4 partidos seguidos para quedar aun paso de la clasificación, en la penúltima fecha enfrentaron a Colombia en Barranquilla en igualarían 3-3. En la última fecha definían la clasificación contra Ecuador en el Estadio Nacional Julio Martínez Prádanos de Santiago de Chile, y lograrían vencer por 2-1 con goles de Alexis Sánchez y Gary Medel clasificándose a 2 mundiales seguidos en cancha por primera vez en su historia.

#### Clasificatorias Rusia 2018
El debut de la roja sería ante Brasil en el Estadio Nacional Julio Martínez con un claro triunfo 2-0, Chile empezaba con 3 puntos de oro estás clasificatorias y volvía a derrotar a la scrath después de 15 años. En la segunda fecha clasificatoria viajarían hasta Lima para enfrentarse a Perú en una nueva versión del "Clásico del Pacífico" venciéndolos por un estrecho 4-3. Terminado este encuentro ocurriría una polémica ya que en el camarín visitante los jugadores chilenos dejaron escrito en una pared: "Respetó, por aquí pasó el Campeón de América" (debió a que en la previa del partido en la entonación del himno chileno hubo algunos hinchas peruanos que pifiaron a los jugadores visitantes). Esta controversia fue criticada por la prensa peruana y de América del Sur, dos años después un testigo reveló que Bravo había sido el que había escrito este mensaje.
De vuelta al fútbol, tendrían unos resultados algo disparos en las 2 siguientes fechas con un empate de local 1-1 contra Colombia y una clara derrota 3-0 sobre Uruguay en Montevideo, así finalizaban 2015 con 7 puntos y en el quinto lugar quedando en zona de repechaje.
A principios de 2016 tras la bullada renuncia de Jorge Sampaoli al mando de la selección luego de Caso de corrupción en la FIFA de finales de 2015 en la que se vio involucrado Sergio Jadue (presidente de la ANFP en ese entonces), asumió el técnico argentino Juan Antonio Pizzi con quien poco a poco la selección iría perdiendo su estilo de juego eficaz y también de a poco se irían sumandos problemas internos entre jugadores. El debut de la Era Pizzi en "La Roja" fue en la quinta fecha del proceso clasificatorio (y con Bravo de titular y capitán) cayendo por 1-2 de local frente a Argentina en disputado partido, al minuto 90+2 Bravo recibía amarilla y quedaba suspendido para el duelo contra Venezuela. Cabe mencionar que en este partido Bravo llegó a los 100 partidos por La Roja. Regresó el 6 de octubre del mismo año frente a Ecuador en la dura derrota chileno por 3-0 en la altura de Quito (no tuvo complicidad en los goles). Después de pésimos resultados (derrotas contra Paraguay, Ecuador y empate de local con Bolivia), volvieron a la chapa del triunfo con un ajustado triunfo 2-1 de local sobre Perú con gran actuación de Arturo Vidal (quien marcó ambos goles), todo esto por el marcó de la Fecha 10.
Por la undécima fecha empataron 0-0 con Colombia en Barranquilla, Claudio saldría lesionado al 63' por Johnny Herrera tras chocar con Santiago Arias, ya recuperado de la lesión, en la fecha siguiente vencieron por 3-1 a Uruguay con Bravo, Alexis Sánchez y Jean Beausejour como figuras, el arquero chileno se volvió figura al minuto 88 tras tapar un penal a su excompañero en Barcelona, Luis Suárez y prácticamente asegurar el triunfo. Así finalizaban 2016 en la cuarta posición y con 20 unidades clasificándose momentáneamente a Rusia 2018.
Ya en 2017 y en la fecha 13, Chile caería por 1-0 ante Argentina y después ganaría por 3-1 ante Venezuela donde Bravo otra vez se luciría con notable tapadas quedando muy cerca de asegurar la clasificación. Pero después de esto vinieron 2 derrotas inesperadas que dejaron al equipo de Pizzi al borde de la eliminación, tras caer por 3-0 ante Paraguay de local y 1-0 con Bolivia de visita.
El 5 de octubre de 2017 y en la penúltima fecha, Chile venció por un estrechó 2-1 a Selección de fútbol de Ecuador en un trabajado partido y aún siguiendo con opciones de ir Rusia 2018, finalmente el 10 de octubre, Chile caería por un claro 3-0 contra Brasil quedando eliminados de la Copa del Mundo. Bravo en aquel encuentro, jugó un partido regular, ya que en el primer tiempo y en los 7 primeros minutos del segundo tiempo, había atajado 4 tiros a puerta de los brasileños, hasta que en el minuto 55, tras un tiro libre de Dani Alves, Bravo dio rebote en un balón, dejándosela servida a Paulinho para el 1-0 a favor de los brazucas. En el siguiente gol no tendría responsabilidad, ya que Neymar y Gabriel Jesus hicieron una jugada adelantando a los defensas chilenos. En el último minuto del partido tras un córner, Bravo fue a cabecear al área rival para buscar un gol agónico, sin embargo los brasileños hicieron un contraataque fuera de contexto poniendo el 3-0 final.

#### Clasificatorias Catar 2022
El debut de Chile sería contra Uruguay el 8 de octubre de 2020 en el Estadio Centenario, donde Bravo se perfilaba como titular según los planes del director técnico Reinaldo Rueda quien lo tuvo sin llamar desde su llegada al banco trasandino hasta fines del año 2019 en un amistoso frente a Argentina. Sin embargo el jugador se lesionó antes del mes de octubre, por lo que fue reemplazado de urgencia por Gabriel Arias, quien jugó supliendo a Bravo en la Copa América 2019 en un nivel irregular, y jugó contra Uruguay en la primera fecha clasificatoria. Su rendimiento fue similar al mostrado en la copa, y Chile terminó perdiendo por 2-1 en el último minuto. Ante Colombia el arquero fue Brayan Cortés, quien demostró más actitud y carácter sin embargo no fue determinante ya que Chile apenas empató 2-2, nuevamente perdiendo los puntos en los últimos minutos.
En la doble fecha de noviembre con Bravo ya recuperado, el capitán jugó los 2 partidos frente a Perú y Venezuela, ganando el primero por 2-0 con gran actuación de Bravo y perdiendo el segundo por 1-2 en una histórica derrota (primera vez en la historia como visitante), dejando a Chile parcialmente en el puesto 7.° con 4 puntos, los mismos obtenidos en los procesos rumbo a los mundiales des 2002, 2006 y 2010.
Posteriormente, en junio de 2021, jugó ante Argentina y Bolivia, teniendo un excelente nivel ante ambos rivales, en los empates a 1, destacando la atajada a Lionel Messi de tiro libre. Después en septiembre, ante Brasil, Colombia y Ecuador tuvo una aceptable actuación, pero no pudo evitar las derrotas ante brasileños y colombianos por 0-1 y 1-3 respectivamente, y un empate ante los ecuatorianos a 0 en Quito, hecho que no ocurría desde 1997. En octubre, pese a un bajo nivel en la derrota ante Perú por 2 a 0, donde fue responsable en los 2 goles peruanos, se reivindicó ante Paraguay y Venezuela de local, donde no tuvo muchas intervenciones, pero Chile venció por 2-0 y 3-0 respectivamente. En noviembre fue figura ante Paraguay de visita en Asunción, donde la Roja venció por 1-0, ganando por primera vez de visitante desde 2016, sin embargo ante Ecuador, no pudo evitar la histórica derrota por 0-2 de local, siendo la primera vez que Chile perdió ante Ecuador de local en la historia.
En enero de 2022, Chile se enfrentó Argentina en Calama, donde Bravo presentó dolencias antes del encuentro, pero fue ratificado como titular, sin embargo, cometió errores en los goles de Ángel Di María y Lautaro Martínez, y posteriormente tuvo que ser sustituido por Brayan Cortés. Chile terminó perdiendo por 1-2 y no pudo jugar ante Bolivia en La Paz, donde Cortés fue titular y tuvo una gran actuación en la victoria por 3-2. Después en marzo, por la suspensión de Cortés, Bravo volvió a ser titular ante Brasil, donde la Roja terminaría perdiendo por 0-4, siendo su segunda peor derrota en la selección. Bravo sería amonestado nuevamente, por lo que se perdería la última fecha ante Uruguay, donde Chile perdería por 0 a 2 y no clasificaría al mundial quedando séptimo en la tabla de clasificación.
Bravo jugó 15 de las 18 fechas, su actuación de más a menos y terminaría siendo su última clasificatoria disputada con la selección chilena.
Jugó su último partido con la selección chilena y en el fútbol profesional ante Argentina, por la segunda fecha en la fase de grupos de la Copa América 2024, donde pese a la derrota por 0 a 1, fue elegido el jugador del partidoy no pudo disputar el último partido ante Canadá por una lesión, donde Chile al empatar a 0, terminaría eliminado en la fase de grupos, hecho que no ocurría desde la edición de 2004. 

#### Participaciones en Clasificatorias a Copas del Mundo
| Eliminatorias                     | País                              | Resultado                         | Posición                          | Partidos | G.R | V.I |
| --------------------------------- | --------------------------------- | --------------------------------- | --------------------------------- | -------- | --- | --- |
| Eliminatorias Alemania 2006       | Alemania                          | Eliminado                         | 7º                                | 2        | -1  | 1   |
| Eliminatorias Sudáfrica 2010      | Sudáfrica                         | Clasificado                       | 2º                                | 18       | -22 | 8   |
| Eliminatorias Brasil 2014         | Brasil                            | Clasificado                       | 3º                                | 14       | -20 | 5   |
| Eliminatorias Rusia 2018          | Rusia                             | Eliminado                         | 6º                                | 15       | -24 | 2   |
| Eliminatorias Catar 2022          | Catar                             | Eliminado                         | 7º                                | 14       | -18 | 5   |
| Total en procesos clasificatorios | Total en procesos clasificatorios | Total en procesos clasificatorios | Total en procesos clasificatorios | 63       | -85 | 21  |

#### Participaciones en Copa América
| Torneo                  | Sede                  | Resultado             | Partidos | G.R | V.I |
| ----------------------- | --------------------- | --------------------- | -------- | --- | --- |
| Copa América 2004       | Perú                  | Fase de grupos        | 1        | -1  | 0   |
| Copa América 2007       | Venezuela             | Cuartos de final      | 4        | -11 | 1   |
| Copa América 2011       | Argentina             | Cuartos de final      | 3        | -4  | 0   |
| Copa América 2015       | Chile                 | Campeón               | 6        | -4  | 4   |
| Copa América Centenario | Estados Unidos        | Campeón               | 6        | -5  | 3   |
| Copa América 2021       | Brasil                | Cuartos de final      | 5        | -5  | 1   |
| Copa América 2024       | Estados Unidos        | Fase de grupos        | 2        | -1  | 1   |
| Total en Copa América   | Total en Copa América | Total en Copa América | 27       | -31 | 10  |

#### Participaciones en Copas del Mundo
| Mundial            | Sede               | Resultado          | Partidos | G.R | V.I |
| ------------------ | ------------------ | ------------------ | -------- | --- | --- |
| Copa Mundial 2010  | Sudáfrica          | Octavos de final   | 4        | -5  | 2   |
| Copa Mundial 2014  | Brasil             | Octavos de final   | 4        | -4  | 1   |
| Total en Mundiales | Total en Mundiales | Total en Mundiales | 8        | -9  | 3   |

#### Participaciones en Copas FIFA Confederaciones
| Torneo                         | Sede                          | Resultado                     | Partidos | G.R | V.I |
| ------------------------------ | ----------------------------- | ----------------------------- | -------- | --- | --- |
| Copa FIFA Confederaciones 2017 | Rusia                         | Subcampeón                    | 3        | -2  | 1   |
| Total en Copa Confederaciones  | Total en Copa Confederaciones | Total en Copa Confederaciones | 3        | -2  | 1   |

### Partidos internacionales
Actualizado hasta el 25 de junio de 2024.
| Partidos internacionales | Partidos internacionales | Partidos internacionales                                                  | Partidos internacionales | Partidos internacionales | Partidos internacionales | Partidos internacionales | Partidos internacionales | Partidos internacionales | Partidos internacionales | Partidos internacionales | Partidos internacionales | Partidos internacionales         |
| N.º                      | Fecha                    | Estadio                                                                   | Local                    | Resultado                | Visitante                | Goles                    | Vallas invictas          | Cambio                   | Cap.                     | Tarjeta                  | DT                       | Competición                      |
| ------------------------ | ------------------------ | ------------------------------------------------------------------------- | ------------------------ | ------------------------ | ------------------------ | ------------------------ | ------------------------ | ------------------------ | ------------------------ | ------------------------ | ------------------------ | -------------------------------- |
| 1                        | 11 de julio de 2004      | Estadio de la UNSA, Arequipa, Perú                                        | Paraguay                 | 1-1                      | Chile                    | -1                       | 0                        | -                        | -                        | -                        | Juvenal Olmos            | Copa América 2004                |
| 2                        | 17 de agosto de 2005     | Estadio Jorge Basadre, Tacna, Perú                                        | Perú                     | 3-1                      | Chile                    | 0                        | 1                        | 72' por Johnny Herrera   | -                        | -                        | Nelson Acosta            | Amistoso                         |
| 3                        | 8 de octubre de 2005     | Estadio Metropolitano Roberto Meléndez, Barranquilla, Colombia            | Colombia                 | 1-1                      | Chile                    | -1                       | -                        | -                        | -                        | -                        | Nelson Acosta            | Clasificatorias a Alemania 2006  |
| 4                        | 12 de octubre de 2005    | Estadio Nacional de Chile, Santiago, Chile                                | Chile                    | 0-0                      | Ecuador                  | 0                        | 2                        | -                        | -                        | -                        | Nelson Acosta            | Clasificatorias a Alemania 2006  |
| 5                        | 25 de abril de 2006      | Estadio El Teniente, Rancagua, Chile                                      | Chile                    | 4-1                      | Nueva Zelanda            | -1                       | -                        | -                        | Capitán                  | -                        | Nelson Acosta            | Amistoso                         |
| 6                        | 24 de mayo de 2006       | Lansdowne Road, Dublín, Irlanda                                           | Irlanda                  | 0-1                      | Chile                    | 0                        | 3                        | -                        | -                        | -                        | Nelson Acosta            | Amistoso                         |
| 7                        | 2 de junio de 2006       | Estadio Råsunda, Estocolmo, Suecia                                        | Suecia                   | 1-1                      | Chile                    | -1                       | -                        | -                        | -                        | -                        | Nelson Acosta            | Amistoso                         |
| 8                        | 15 de agosto de 2006     | Estadio Nacional Julio Martínez Prádanos, Santiago, Chile                 | Chile                    | 1-2                      | Colombia                 | -2                       | -                        | -                        | -                        | -                        | Nelson Acosta            | Amistoso                         |
| 9                        | 11 de octubre de 2006    | Estadio Jorge Basadre, Tacna, Perú                                        | Perú                     | 0-1                      | Chile                    | 0                        | 4                        | -                        | -                        | -                        | Nelson Acosta            | Copa del Pacífico 2006           |
| 10                       | 7 de febrero de 2007     | Estadio José Encarnación Romero, Maracaibo, Venezuela                     | Venezuela                | 0-1                      | Chile                    | 0                        | 5                        | -                        | -                        | -                        | Nelson Acosta            | Amistoso                         |
| 11                       | 24 de marzo de 2007      | Estadio Ullevi, Gotemburgo, Suecia                                        | Brasil                   | 4-0                      | Chile                    | -4                       | -                        | -                        | -                        | -                        | Nelson Acosta            | Amistoso                         |
| 12                       | 2 de junio de 2007       | Estadio Ricardo Saprissa Aymá, San José, Costa Rica                       | Costa Rica               | 2-0                      | Chile                    | -2                       | -                        | -                        | -                        | -                        | Nelson Acosta            | Amistoso                         |
| 13                       | 28 de junio de 2007      | Estadio Cachamay, Puerto Ordaz, Venezuela                                 | Ecuador                  | 2-3                      | Chile                    | -2                       | -                        | -                        | -                        | -                        | Nelson Acosta            | Copa América 2007                |
| 14                       | 1 de julio de 2007       | Estadio Monumental, Maturín, Venezuela                                    | Brasil                   | 3-0                      | Chile                    | -3                       | -                        | -                        | -                        | -                        | Nelson Acosta            | Copa América 2007                |
| 15                       | 4 de julio de 2007       | Estadio José Antonio Anzoátegui, Puerto La Cruz, Venezuela                | México                   | 0-0                      | Chile                    | -                        | 6                        | -                        | -                        | -                        | Nelson Acosta            | Copa América 2007                |
| 16                       | 7 de julio de 2007       | Estadio José Antonio Anzoátegui, Puerto La Cruz, Venezuela                | Chile                    | 1-6                      | Brasil                   | -6                       | -                        | -                        | -                        | -                        | Nelson Acosta            | Copa América 2007                |
| 17                       | 7 de septiembre de 2007  | Estadio Ernst Happel, Viena, Austria                                      | Suiza                    | 2-1                      | Chile                    | -2                       | -                        | -                        | Capitán                  | -                        | Marcelo Bielsa           | Amistoso                         |
| 18                       | 13 de octubre de 2007    | Estadio Monumental, Buenos Aires, Argentina                               | Argentina                | 2-0                      | Chile                    | -2                       | -                        | -                        | [ n 2 ]                  | 60'                      | Marcelo Bielsa           | Clasificatorias a Sudáfrica 2010 |
| 19                       | 17 de octubre de 2007    | Estadio Nacional Julio Martínez Prádanos, Santiago, Chile                 | Chile                    | 2-0                      | Perú                     | 0                        | 7                        | -                        | [ n 3 ]                  | -                        | Marcelo Bielsa           | Clasificatorias a Sudáfrica 2010 |
| 20                       | 18 de noviembre de 2007  | Estadio Centenario, Montevideo, Uruguay                                   | Uruguay                  | 2-2                      | Chile                    | -2                       | -                        | -                        | -                        | -                        | Marcelo Bielsa           | Clasificatorias a Sudáfrica 2010 |
| 21                       | 21 de noviembre de 2007  | Estadio Nacional, Santiago, Chile                                         | Chile                    | 0-3                      | Paraguay                 | -3                       | -                        | -                        | -                        | -                        | Marcelo Bielsa           | Clasificatorias a Sudáfrica 2010 |
| 22                       | 4 de junio de 2008       | Estadio El Teniente, Rancagua, Chile                                      | Chile                    | 2-0                      | Guatemala                | 0                        | 8                        | -                        | Capitán                  | -                        | Marcelo Bielsa           | Amistoso                         |
| 23                       | 7 de junio de 2008       | Estadio Elías Figueroa Brander, Valparaíso, Chile                         | Chile                    | 0-0                      | Panamá                   | 0                        | 9                        | -                        | Capitán                  | -                        | Marcelo Bielsa           | Amistoso                         |
| 24                       | 15 de junio de 2008      | Estadio Hernando Siles, La Paz, Bolivia                                   | Bolivia                  | 0-2                      | Chile                    | 0                        | 10                       | -                        | Capitán                  | -                        | Marcelo Bielsa           | Clasificatorias a Sudáfrica 2010 |
| 25                       | 19 de junio de 2008      | Estadio Olímpico Gral. José Antonio Anzoátegui, Puerto La Cruz, Venezuela | Venezuela                | 2-3                      | Chile                    | -2                       | -                        | -                        | Capitán                  | -                        | Marcelo Bielsa           | Clasificatorias a Sudáfrica 2010 |
| 26                       | 20 de agosto de 2008     | Estadio İsmetpaşa, İzmit, Turquía                                         | Turquía                  | 1-0                      | Chile                    | -1                       | -                        | -                        | Capitán                  | -                        | Marcelo Bielsa           | Amistoso                         |
| 27                       | 7 de septiembre de 2008  | Estadio Nacional Julio Martínez Prádanos, Santiago, Chile                 | Chile                    | 0-3                      | Brasil                   | -3                       | -                        | -                        | Capitán                  | -                        | Marcelo Bielsa           | Clasificatorias a Sudáfrica 2010 |
| 28                       | 10 de septiembre de 2008 | Estadio Nacional Julio Martínez Prádanos, Santiago, Chile                 | Chile                    | 4-0                      | Colombia                 | 0                        | 11                       | -                        | Capitán                  | -                        | Marcelo Bielsa           | Clasificatorias a Sudáfrica 2010 |
| 29                       | 12 de octubre de 2008    | Estadio Olímpico Atahualpa, Quito, Ecuador                                | Ecuador                  | 1-0                      | Chile                    | -1                       | -                        | -                        | Capitán                  | -                        | Marcelo Bielsa           | Clasificatorias a Sudáfrica 2010 |
| 30                       | 15 de octubre de 2008    | Estadio Nacional Julio Martínez Prádanos, Santiago, Chile                 | Chile                    | 1-0                      | Argentina                | 0                        | 12                       | -                        | Capitán                  | -                        | Marcelo Bielsa           | Clasificatorias a Sudáfrica 2010 |
| 31                       | 19 de noviembre de 2008  | Estadio El Madrigal, Villarreal, España                                   | España                   | 3-0                      | Chile                    | -3                       | -                        | -                        | Capitán                  | -                        | Marcelo Bielsa           | Amistoso                         |
| 32                       | 11 de febrero de 2009    | Estadio Peter Mokaba, Polokwane, Sudáfrica                                | Sudáfrica                | 0-2                      | Chile                    | 0                        | 13                       | -                        | Capitán                  | -                        | Marcelo Bielsa           | Amistoso                         |
| 33                       | 29 de marzo de 2009      | Estadio Monumental, Lima, Perú                                            | Perú                     | 1-3                      | Chile                    | -1                       | -                        | -                        | Capitán                  | -                        | Marcelo Bielsa           | Clasificatorias a Sudáfrica 2010 |
| 34                       | 1 de abril de 2009       | Estadio Nacional Julio Martínez Prádanos, Santiago, Chile                 | Chile                    | 0-0                      | Uruguay                  | 0                        | 14                       | -                        | Capitán                  | -                        | Marcelo Bielsa           | Clasificatorias a Sudáfrica 2010 |
| 35                       | 6 de junio de 2009       | Estadio Defensores del Chaco, Asunción, Paraguay                          | Paraguay                 | 0-2                      | Chile                    | 0                        | 15                       | -                        | Capitán                  | -                        | Marcelo Bielsa           | Clasificatorias a Sudáfrica 2010 |
| 36                       | 10 de junio de 2009      | Estadio Nacional Julio Martínez Prádanos, Santiago, Chile                 | Chile                    | 4-0                      | Bolivia                  | 0                        | 16                       | -                        | Capitán                  | -                        | Marcelo Bielsa           | Clasificatorias a Sudáfrica 2010 |
| 37                       | 6 de septiembre de 2009  | Estadio Monumental, Santiago, Chile                                       | Chile                    | 2-2                      | Venezuela                | -2                       | -                        | -                        | Capitán                  | -                        | Marcelo Bielsa           | Clasificatorias a Sudáfrica 2010 |
| 38                       | 10 de septiembre de 2009 | Estádio Roberto Santos, Salvador de Bahía, Brasil                         | Brasil                   | 4-2                      | Chile                    | -4                       | -                        | -                        | Capitán                  | -                        | Marcelo Bielsa           | Clasificatorias a Sudáfrica 2010 |
| 39                       | 10 de octubre de 2009    | Estadio Atanasio Girardot, Medellín, Colombia                             | Colombia                 | 2-4                      | Chile                    | -2                       | -                        | -                        | Capitán                  | -                        | Marcelo Bielsa           | Clasificatorias a Sudáfrica 2010 |
| 40                       | 14 de octubre de 2009    | Estadio Monumental, Santiago, Chile                                       | Chile                    | 1-0                      | Ecuador                  | 0                        | 17                       | -                        | Capitán                  | -                        | Marcelo Bielsa           | Clasificatorias a Sudáfrica 2010 |
| 41                       | 17 de noviembre de 2009  | Štadión pod Dubňom, Žilina, Eslovaquia                                    | Eslovaquia               | 1-2                      | Chile                    | -1                       | -                        | -                        | Capitán                  | -                        | Marcelo Bielsa           | Amistoso                         |
| 42                       | 26 de mayo de 2010       | Estadio Municipal de Calama, Calama, Chile                                | Chile                    | 3-0                      | Zambia                   | 0                        | 18                       | -                        | Capitán                  | -                        | Marcelo Bielsa           | Amistoso                         |
| 43                       | 31 de mayo de 2010       | Estadio Municipal "Alcaldesa Ester Roa Rebolledo", Concepción, Chile      | Chile                    | 3-0                      | Israel                   | 0                        | 19                       | -                        | Capitán                  | -                        | Marcelo Bielsa           | Amistoso                         |
| 44                       | 16 de junio de 2010      | Estadio Mbombela, Nelspruit, Sudáfrica                                    | Honduras                 | 0-1                      | Chile                    | 0                        | 20                       | -                        | Capitán                  | -                        | Marcelo Bielsa           | Copa Mundial de Fútbol 2010      |
| 45                       | 21 de junio de 2010      | Nelson Mandela Bay Stadium, Port Elizabeth, Sudáfrica                     | Chile                    | 1-0                      | Suiza                    | 0                        | 21                       | -                        | Capitán                  | -                        | Marcelo Bielsa           | Copa Mundial de Fútbol 2010      |
| 46                       | 25 de junio de 2010      | Estadio Loftus Versfeld, Pretoria, Sudáfrica                              | Chile                    | 1-2                      | España                   | -2                       | -                        | -                        | Capitán                  | -                        | Marcelo Bielsa           | Copa Mundial de Fútbol 2010      |
| 47                       | 28 de junio de 2010      | Estadio Ellis Park, Johannesburgo, Sudáfrica                              | Brasil                   | 3-0                      | Chile                    | -3                       | -                        | -                        | Capitán                  | -                        | Marcelo Bielsa           | Copa Mundial de Fútbol 2010      |
| 48                       | 17 de noviembre de 2010  | Estadio Monumental, Santiago, Chile                                       | Chile                    | 2-0                      | Uruguay                  | 0                        | 22                       | -                        | Capitán                  | -                        | Marcelo Bielsa           | Amistoso                         |
| 49                       | 26 de marzo de 2011      | Estádio Dr. Magalhães Pessoa, Leiría, Portugal                            | Portugal                 | 1-1                      | Chile                    | -1                       | -                        | -                        | Capitán                  | -                        | Claudio Borghi           | Amistoso                         |
| 50                       | 29 de marzo de 2011      | Kyocera Stadion, La Haya, Países Bajos                                    | Chile                    | 2-0                      | Colombia                 | 0                        | 23                       | -                        | Capitán                  | -                        | Claudio Borghi           | Amistoso                         |
| 51                       | 19 de junio de 2011      | Estadio Monumental, Santiago, Chile                                       | Chile                    | 4-0                      | Estonia                  | 0                        | 24                       | 69' por Miguel Pinto     | Capitán                  | -                        | Claudio Borghi           | Amistoso                         |
| 52                       | 23 de junio de 2011      | Estadio Defensores del Chaco, Asunción, Paraguay                          | Paraguay                 | 0-0                      | Chile                    | 0                        | 25                       | -                        | Capitán                  | -                        | Claudio Borghi           | Amistoso                         |
| 53                       | 4 de julio de 2011       | Estadio San Juan del Bicentenario, San Juan, Argentina                    | Chile                    | 2-1                      | México                   | -1                       | -                        | -                        | Capitán                  | 75'                      | Claudio Borghi           | Copa América 2011                |
| 54                       | 8 de julio de 2011       | Estadio Malvinas Argentinas, Mendoza, Argentina                           | Uruguay                  | 1-1                      | Chile                    | -1                       | -                        | -                        | Capitán                  | -                        | Claudio Borghi           | Copa América 2011                |
| 55                       | 17 de julio de 2011      | Estadio San Juan del Bicentenario, San Juan, Argentina                    | Chile                    | 1-2                      | Venezuela                | -2                       | -                        | -                        | Capitán                  | -                        | Claudio Borghi           | Copa América 2011                |
| 56                       | 10 de agosto de 2011     | Stade de la Mosson, Montpellier, Francia                                  | Francia                  | 1-1                      | Chile                    | -1                       | -                        | -                        | Capitán                  | -                        | Claudio Borghi           | Amistoso                         |
| 57                       | 2 de septiembre de 2011  | AFG Arena, San Galo, Suiza                                                | España                   | 3-2                      | Chile                    | -3                       | -                        | -                        | Capitán                  | -                        | Claudio Borghi           | Amistoso                         |
| 58                       | 4 de septiembre de 2011  | Estadio Cornellà-El Prat, Barcelona, España                               | Chile                    | 0-1                      | México                   | 0                        | 26                       | 45' por Miguel Pinto     | Capitán                  | -                        | Claudio Borghi           | Amistoso                         |
| 59                       | 7 de octubre de 2011     | Estadio Monumental, Buenos Aires, Argentina                               | Argentina                | 4-1                      | Chile                    | -4                       | -                        | -                        | Capitán                  | -                        | Claudio Borghi           | Clasificatorias a Brasil 2014    |
| 60                       | 11 de octubre de 2011    | Estadio Monumental, Santiago, Chile                                       | Chile                    | 4-2                      | Perú                     | -2                       | -                        | -                        | Capitán                  | -                        | Claudio Borghi           | Clasificatorias a Brasil 2014    |
| 61                       | 11 de noviembre de 2011  | Estadio Centenario, Montevideo, Uruguay                                   | Uruguay                  | 4-0                      | Chile                    | -4                       | -                        | -                        | Capitán                  | -                        | Claudio Borghi           | Clasificatorias a Brasil 2014    |
| 62                       | 15 de noviembre de 2011  | Estadio Nacional Julio Martínez Prádanos, Santiago, Chile                 | Chile                    | 2-0                      | Paraguay                 | 0                        | 27                       | -                        | Capitán                  | -                        | Claudio Borghi           | Clasificatorias a Brasil 2014    |
| 63                       | 29 de febrero de 2012    | PPL Park Stadium, Chester, Estados Unidos                                 | Chile                    | 1-1                      | Ghana                    | -1                       | -                        | -                        | Capitán                  | -                        | Claudio Borghi           | Amistoso                         |
| 64                       | 2 de junio de 2012       | Estadio Hernando Siles, La Paz, Bolivia                                   | Bolivia                  | 0-2                      | Chile                    | 0                        | 28                       | -                        | Capitán                  | -                        | Claudio Borghi           | Clasificatorias a Brasil 2014    |
| 65                       | 9 de junio de 2012       | Estadio Olímpico Gral. José Antonio Anzoátegui, Puerto La Cruz, Venezuela | Venezuela                | 0-2                      | Chile                    | 0                        | 29                       | -                        | Capitán                  | -                        | Claudio Borghi           | Clasificatorias a Brasil 2014    |
| 66                       | 11 de septiembre de 2012 | Estadio Monumental, Santiago, Chile                                       | Chile                    | 1-3                      | Colombia                 | -3                       | -                        | -                        | Capitán                  | -                        | Claudio Borghi           | Clasificatorias a Brasil 2014    |
| 67                       | 6 de febrero de 2013     | Estadio Vicente Calderón, Madrid, España                                  | Chile                    | 2-1                      | Egipto                   | -1                       | -                        | -                        | Capitán                  | -                        | Jorge Sampaoli           | Amistoso                         |
| 68                       | 22 de marzo de 2013      | Estadio Nacional del Perú, Lima, Perú                                     | Perú                     | 1-0                      | Chile                    | -1                       | -                        | -                        | Capitán                  | -                        | Jorge Sampaoli           | Clasificatorias a Brasil 2014    |
| 69                       | 26 de marzo de 2013      | Estadio Nacional Julio Martínez Prádanos, Santiago, Chile                 | Chile                    | 2-0                      | Uruguay                  | 0                        | 30                       | -                        | Capitán                  | -                        | Jorge Sampaoli           | Clasificatorias a Brasil 2014    |
| 70                       | 7 de junio de 2013       | Estadio Defensores del Chaco, Asunción, Paraguay                          | Paraguay                 | 1-2                      | Chile                    | -1                       | -                        | -                        | Capitán                  | -                        | Jorge Sampaoli           | Clasificatorias a Brasil 2014    |
| 71                       | 11 de junio de 2013      | Estadio Nacional Julio Martínez Prádanos, Santiago, Chile                 | Chile                    | 3-1                      | Bolivia                  | -1                       | -                        | -                        | Capitán                  | -                        | Jorge Sampaoli           | Clasificatorias a Brasil 2014    |
| 72                       | 14 de agosto de 2013     | Estadio Brøndby, Copenhague, Dinamarca                                    | Irak                     | 0-6                      | Chile                    | 0                        | 31                       | -                        | Capitán                  | -                        | Jorge Sampaoli           | Amistoso                         |
| 73                       | 6 de septiembre de 2013  | Estadio Nacional Julio Martínez Prádanos, Santiago, Chile                 | Chile                    | 3-0                      | Venezuela                | 0                        | 32                       | -                        | Capitán                  | -                        | Jorge Sampaoli           | Clasificatorias a Brasil 2014    |
| 74                       | 10 de septiembre de 2013 | Stade de Genève, Ginebra, Suiza                                           | España                   | 2-2                      | Chile                    | -2                       | -                        | -                        | Capitán                  | -                        | Jorge Sampaoli           | Amistoso                         |
| 75                       | 11 de octubre de 2013    | Estadio Metropolitano Roberto Meléndez, Barranquilla, Colombia            | Colombia                 | 3-3                      | Chile                    | -3                       | -                        | -                        | Capitán                  | 82'                      | Jorge Sampaoli           | Clasificatorias a Brasil 2014    |
| 76                       | 15 de octubre de 2013    | Estadio Nacional Julio Martínez Prádanos, Santiago, Chile                 | Chile                    | 2-1                      | Ecuador                  | -1                       | -                        | -                        | Capitán                  | -                        | Jorge Sampaoli           | Clasificatorias a Brasil 2014    |
| 77                       | 15 de noviembre de 2013  | Estadio de Wembley, Londres, Inglaterra                                   | Inglaterra               | 0-2                      | Chile                    | 0                        | 33                       | -                        | Capitán                  | -                        | Jorge Sampaoli           | Amistoso                         |
| 78                       | 19 de noviembre de 2013  | Rogers Centre, Toronto, Canadá                                            | Brasil                   | 2-1                      | Chile                    | -2                       | -                        | -                        | Capitán                  | -                        | Jorge Sampaoli           | Amistoso                         |
| 79                       | 30 de mayo de 2014       | Estadio Nacional Julio Martínez Prádanos, Santiago, Chile                 | Chile                    | 3-2                      | Egipto                   | -2                       | -                        | -                        | Capitán                  | -                        | Jorge Sampaoli           | Amistoso                         |
| 80                       | 13 de junio de 2014      | Estadio Arena Pantanal, Cuiabá, Brasil                                    | Chile                    | 3-1                      | Australia                | -1                       | -                        | -                        | Capitán                  | -                        | Jorge Sampaoli           | Copa Mundial de Fútbol 2014      |
| 81                       | 18 de junio de 2014      | Estadio Maracaná, Río de Janeiro, Brasil                                  | España                   | 0-2                      | Chile                    | 0                        | 34                       | -                        | Capitán                  | -                        | Jorge Sampaoli           | Copa Mundial de Fútbol de 2014   |
| 82                       | 23 de junio de 2014      | Arena do Sao Paulo, São Paulo, Brasil                                     | Países Bajos             | 2-0                      | Chile                    | -2                       | -                        | -                        | Capitán                  | -                        | Jorge Sampaoli           | Copa Mundial de Fútbol de 2014   |
| 83                       | 28 de junio de 2014      | Estadio Mineirão, Belo Horizonte, Brasil                                  | Brasil                   | 1-1 (t. s.) 3-2p         | Chile                    | -1                       | -                        | -                        | Capitán                  | -                        | Jorge Sampaoli           | Copa Mundial de Fútbol de 2014   |
| 84                       | 6 de septiembre de 2014  | Levi's Stadium, Santa Clara, Estados Unidos                               | México                   | 0-0                      | Chile                    | 0                        | 35                       | -                        | Capitán                  | -                        | Jorge Sampaoli           | Amistoso                         |
| 85                       | 10 de octubre de 2014    | Estadio Elías Figueroa Brander, Valparaíso, Chile                         | Chile                    | 3-0                      | Perú                     | 0                        | 36                       | -                        | Capitán                  | -                        | Jorge Sampaoli           | Amistoso                         |
| 86                       | 14 de noviembre de 2014  | Estadio CAP, Talcahuano, Chile                                            | Chile                    | 5-0                      | Venezuela                | 0                        | 37                       | -                        | Capitán                  | -                        | Jorge Sampaoli           | Amistoso                         |
| 87                       | 18 de noviembre de 2014  | Estadio Monumental, Santiago, Chile                                       | Chile                    | 1-2                      | Uruguay                  | -2                       | -                        | -                        | Capitán                  | -                        | Jorge Sampaoli           | Amistoso                         |
| 88                       | 26 de marzo de 2015      | NV Arena, Sankt Pölten, Austria                                           | Irán                     | 2-0                      | Chile                    | -2                       | -                        | -                        | Capitán                  | -                        | Jorge Sampaoli           | Amistoso                         |
| 89                       | 29 de marzo de 2015      | Emirates Stadium, Londres, Inglaterra                                     | Brasil                   | 1-0                      | Chile                    | -1                       | -                        | -                        | Capitán                  | -                        | Jorge Sampaoli           | Amistoso                         |
| 90                       | 11 de junio de 2015      | Estadio Nacional Julio Martínez Prádanos, Santiago, Chile                 | Chile                    | 2-0                      | Ecuador                  | 0                        | 38                       | -                        | Capitán                  | -                        | Jorge Sampaoli           | Copa América 2015                |
| 91                       | 15 de junio de 2015      | Estadio Nacional Julio Martínez Prádanos, Santiago, Chile                 | Chile                    | 3-3                      | México                   | -3                       | -                        | -                        | Capitán                  | -                        | Jorge Sampaoli           | Copa América 2015                |
| 92                       | 19 de junio de 2015      | Estadio Nacional Julio Martínez Prádanos, Santiago, Chile                 | Chile                    | 5-0                      | Bolivia                  | 0                        | 39                       | -                        | Capitán                  | -                        | Jorge Sampaoli           | Copa América 2015                |
| 93                       | 24 de junio de 2015      | Estadio Nacional Julio Martínez Prádanos, Santiago, Chile                 | Chile                    | 1-0                      | Uruguay                  | 0                        | 40                       | -                        | Capitán                  | -                        | Jorge Sampaoli           | Copa América 2015                |
| 94                       | 29 de junio de 2015      | Estadio Nacional Julio Martínez Prádanos, Santiago, Chile                 | Chile                    | 2-1                      | Perú                     | -1                       | -                        | -                        | Capitán                  | -                        | Jorge Sampaoli           | Copa América 2015                |
| 95                       | 4 de julio de 2015       | Estadio Nacional Julio Martínez Prádanos, Santiago, Chile                 | Chile                    | 0-0 (t. s.) 4-1p         | Argentina                | 0                        | 41                       | -                        | Capitán                  | -                        | Jorge Sampaoli           | Copa América 2015                |
| 96                       | 8 de octubre de 2015     | Estadio Nacional Julio Martínez Prádanos, Santiago, Chile                 | Chile                    | 2-0                      | Brasil                   | 0                        | 42                       | -                        | Capitán                  | -                        | Jorge Sampaoli           | Clasificatorias a Rusia 2018     |
| 97                       | 13 de octubre de 2015    | Estadio Nacional del Perú, Lima, Perú                                     | Perú                     | 3-4                      | Chile                    | -3                       | -                        | -                        | Capitán                  | -                        | Jorge Sampaoli           | Clasificatorias a Rusia 2018     |
| 98                       | 12 de noviembre de 2015  | Estadio Nacional Julio Martínez Prádanos, Santiago, Chile                 | Chile                    | 1-1                      | Colombia                 | -1                       | -                        | -                        | Capitán                  | 65'                      | Jorge Sampaoli           | Clasificatorias a Rusia 2018     |
| 99                       | 17 de noviembre de 2015  | Estadio Centenario, Montevideo, Uruguay                                   | Uruguay                  | 3-0                      | Chile                    | -3                       | -                        | -                        | Capitán                  | -                        | Jorge Sampaoli           | Clasificatorias a Rusia 2018     |
| 100                      | 24 de marzo de 2016      | Estadio Nacional, Santiago, Chile                                         | Chile                    | 1-2                      | Argentina                | -2                       | -                        | -                        | Capitán                  | 90+3'                    | Juan Antonio Pizzi       | Clasificatorias a Rusia 2018     |
| 101                      | 6 de junio de 2016       | Levi's Stadium, Santa Clara, Estados Unidos                               | Argentina                | 2-1                      | Chile                    | -2                       | -                        | -                        | Capitán                  | -                        | Juan Antonio Pizzi       | Copa América Centenario 2016     |
| 102                      | 10 de junio de 2016      | Gillette Stadium, Foxborough, Estados Unidos                              | Chile                    | 2-1                      | Bolivia                  | -1                       | -                        | -                        | Capitán                  | -                        | Juan Antonio Pizzi       | Copa América Centenario 2016     |
| 103                      | 14 de junio de 2016      | Lincoln Financial Field, Filadelfia, Estados Unidos                       | Chile                    | 4-2                      | Panamá                   | -2                       | -                        | -                        | Capitán                  | -                        | Juan Antonio Pizzi       | Copa América Centenario 2016     |
| 104                      | 18 de junio de 2016      | Levi's Stadium, Santa Clara, Estados Unidos                               | México                   | 0-7                      | Chile                    | 0                        | 43                       | -                        | Capitán                  | -                        | Juan Antonio Pizzi       | Copa América Centenario 2016     |
| 105                      | 22 de junio de 2016      | Soldier Field, Chicago, Estados Unidos                                    | Colombia                 | 0-2                      | Chile                    | 0                        | 44                       | -                        | Capitán                  | 39'                      | Juan Antonio Pizzi       | Copa América Centenario 2016     |
| 106                      | 26 de junio de 2016      | MetLife Stadium, East Rutherford, Estados Unidos                          | Argentina                | 0-0 (t. s.) 2-4p         | Chile                    | 0                        | 45                       | -                        | Capitán                  | -                        | Juan Antonio Pizzi       | Copa América Centenario 2016     |
| 107                      | 6 de octubre de 2016     | Estadio Olímpico Atahualpa, Quito, Ecuador                                | Ecuador                  | 3-0                      | Chile                    | -3                       | -                        | -                        | Capitán                  | -                        | Juan Antonio Pizzi       | Clasificatorias a Rusia 2018     |
| 108                      | 11 de octubre de 2016    | Estadio Nacional Julio Martínez Prádanos, Santiago, Chile                 | Chile                    | 2-1                      | Perú                     | -1                       | -                        | -                        | Capitán                  | -                        | Juan Antonio Pizzi       | Clasificatorias a Rusia 2018     |
| 109                      | 10 de noviembre de 2016  | Estadio Metropolitano Roberto Meléndez, Barranquilla, Colombia            | Colombia                 | 0-0                      | Chile                    | 0                        | 46                       | 64' por Johnny Herrera   | Capitán                  | -                        | Juan Antonio Pizzi       | Clasificatorias a Rusia 2018     |
| 110                      | 15 de noviembre de 2016  | Estadio Nacional Julio Martínez Prádanos, Santiago, Chile                 | Chile                    | 3-1                      | Uruguay                  | -1                       | -                        | -                        | Capitán                  | -                        | Juan Antonio Pizzi       | Clasificatorias a Rusia 2018     |
| 111                      | 23 de marzo de 2017      | Estadio Antonio Vespucio Liberti, Buenos Aires, Argentina                 | Argentina                | 1-0                      | Chile                    | -1                       | -                        | -                        | Capitán                  | -                        | Juan Antonio Pizzi       | Clasificatorias a Rusia 2018     |
| 112                      | 28 de marzo de 2017      | Estadio Monumental, Santiago, Chile                                       | Chile                    | 3-1                      | Venezuela                | -1                       | -                        | -                        | Capitán                  | -                        | Juan Antonio Pizzi       | Clasificatorias a Rusia 2018     |
| 113                      | 25 de junio de 2017      | Otkrytie Arena, Moscú, Rusia                                              | Chile                    | 1-1                      | Australia                | -1                       | -                        | -                        | Capitán                  | -                        | Juan Antonio Pizzi       | Copa Confederaciones 2017        |
| 114                      | 28 de junio de 2017      | Kazán Arena, Kazán, Rusia                                                 | Portugal                 | 0-0 (t. s.) 0-3p         | Chile                    | 0                        | 47                       | -                        | Capitán                  | -                        | Juan Antonio Pizzi       | Copa Confederaciones 2017        |
| 115                      | 2 de julio de 2017       | Estadio Krestovski, San Petersburgo, Rusia                                | Chile                    | 0-1                      | Alemania                 | -1                       | -                        | -                        | Capitán                  | 90'                      | Juan Antonio Pizzi       | Copa Confederaciones 2017        |
| 116                      | 31 de agosto de 2017     | Estadio Monumental, Santiago, Chile                                       | Chile                    | 0-3                      | Paraguay                 | -3                       | -                        | -                        | Capitán                  | -                        | Juan Antonio Pizzi       | Clasificatorias a Rusia 2018     |
| 117                      | 5 de septiembre de 2017  | Estadio Hernando Siles, La Paz, Bolivia                                   | Bolivia                  | 1-0                      | Chile                    | -1                       | -                        | -                        | [ n 5 ]                  | -                        | Juan Antonio Pizzi       | Clasificatorias a Rusia 2018     |
| 118                      | 5 de octubre de 2017     | Estadio Monumental, Santiago, Chile                                       | Chile                    | 2-1                      | Ecuador                  | -1                       | -                        | -                        | Capitán                  | -                        | Juan Antonio Pizzi       | Clasificatorias a Rusia 2018     |
| 119                      | 10 de octubre de 2017    | Allianz Parque, São Paulo, Brasil                                         | Brasil                   | 3-0                      | Chile                    | -3                       | -                        | -                        | Capitán                  | -                        | Juan Antonio Pizzi       | Clasificatorias a Rusia 2018     |
| 120                      | 5 de septiembre de 2019  | Los Angeles Memorial Sports Arena, California, Estados Unidos             | Argentina                | 0-0                      | Chile                    | 0                        | 48                       | -                        | -                        | -                        | Reinaldo Rueda           | Amistoso                         |
| 121                      | 10 de septiembre de 2019 | Estadio Olímpico Metropolitano, San Pedro Sula, Honduras                  | Honduras                 | 2-1                      | Chile                    | -2                       | -                        | -                        | -                        | -                        | Reinaldo Rueda           | Amistoso                         |
| 122                      | 12 de octubre de 2019    | Estadio José Rico Pérez, Alicante, España                                 | Colombia                 | 0-0                      | Chile                    | 0                        | 49                       | -                        | -                        | -                        | Reinaldo Rueda           | Amistoso                         |
| 123                      | 15 de octubre de 2019    | Estadio José Rico Pérez, Alicante, España                                 | Chile                    | 3-2                      | Guinea                   | -2                       | -                        | -                        | -                        | -                        | Reinaldo Rueda           | Amistoso                         |
| 124                      | 13 de noviembre de 2020  | Estadio Nacional Julio Martínez Prádanos, Santiago, Chile                 | Chile                    | 2-0                      | Perú                     | 0                        | 50                       | -                        | -                        | -                        | Reinaldo Rueda           | Clasificatorias Catar 2022       |
| 125                      | 17 de noviembre de 2020  | Estadio Olímpico de la UCV, Caracas, Venezuela                            | Venezuela                | 2-1                      | Chile                    | -2                       | -                        | -                        | -                        | -                        | Reinaldo Rueda           | Clasificatorias Catar 2022       |
| 126                      | 26 de marzo de 2021      | Estadio El Teniente, Rancagua, Chile                                      | Chile                    | 2-1                      | Bolivia                  | -1                       | -                        | -                        | Capitán                  | -                        | Martín Lasarte           | Amistoso                         |
| 127                      | 3 de junio de 2021       | Estadio Único Madre de Ciudades, Santiago del Estero, Argentina           | Argentina                | 1-1                      | Chile                    | -1                       | -                        | -                        | Capitán                  | -                        | Martín Lasarte           | Clasificatorias Catar 2022       |
| 128                      | 8 de junio de 2021       | Estadio San Carlos de Apoquindo, Santiago, Chile                          | Chile                    | 1-1                      | Bolivia                  | -1                       | -                        | -                        | Capitán                  | -                        | Martín Lasarte           | Clasificatorias Catar 2022       |
| 129                      | 14 de junio de 2021      | Estadio Nilton Santos, Río de Janeiro, Brasil                             | Argentina                | 1-1                      | Chile                    | -1                       | -                        | -                        | Capitán                  | -                        | Martín Lasarte           | Copa América 2021                |
| 130                      | 18 de junio de 2021      | Arena Pantanal, Cuiabá, Brasil                                            | Chile                    | 1-0                      | Bolivia                  | 0                        | 51                       | -                        | Capitán                  | -                        | Martín Lasarte           | Copa América 2021                |
| 131                      | 21 de junio de 2021      | Arena Pantanal, Cuiabá, Brasil                                            | Uruguay                  | 1-1                      | Chile                    | -1                       | -                        | -                        | Capitán                  | -                        | Martín Lasarte           | Copa América 2021                |
| 132                      | 24 de junio de 2021      | Estadio Mané Garrincha, Brasilia, Brasil                                  | Chile                    | 0-2                      | Paraguay                 | -2                       | -                        | -                        | Capitán                  | -                        | Martín Lasarte           | Copa América 2021                |
| 133                      | 2 de julio de 2021       | Estadio Olímpico Nilton Santos, Río de Janeiro, Brasil                    | Brasil                   | 1-0                      | Chile                    | -1                       | -                        | -                        | Capitán                  | -                        | Martín Lasarte           | Copa América 2021                |
| 134                      | 2 de septiembre de 2021  | Estadio Monumental, Santiago, Chile                                       | Chile                    | 0-1                      | Brasil                   | -1                       | -                        | -                        | Capitán                  | -                        | Martín Lasarte           | Clasificatorias Catar 2022       |
| 135                      | 5 de septiembre de 2021  | Estadio Rodrigo Paz Delgado, Quito, Ecuador                               | Ecuador                  | 0-0                      | Chile                    | 0                        | 52                       | -                        | Capitán                  | -                        | Martín Lasarte           | Clasificatorias Catar 2022       |
| 136                      | 9 de septiembre de 2021  | Estadio Metropolitano Roberto Meléndez, Barranquilla, Colombia            | Colombia                 | 3-1                      | Chile                    | -3                       | -                        | -                        | Capitán                  | -                        | Martín Lasarte           | Clasificatorias Catar 2022       |
| 137                      | 7 de octubre de 2021     | Estadio Nacional, Lima, Perú                                              | Perú                     | 2-0                      | Chile                    | -2                       | -                        | -                        | Capitán                  | -                        | Martín Lasarte           | Clasificatorias Catar 2022       |
| 138                      | 10 de octubre de 2021    | Estadio San Carlos de Apoquindo, Santiago, Chile                          | Chile                    | 2-0                      | Paraguay                 | 0                        | 53                       | -                        | Capitán                  | -                        | Martín Lasarte           | Clasificatorias Catar 2022       |
| 139                      | 14 de octubre de 2021    | Estadio San Carlos de Apoquindo, Santiago, Chile                          | Chile                    | 3-0                      | Venezuela                | 0                        | 54                       | -                        | Capitán                  | -                        | Martín Lasarte           | Clasificatorias Catar 2022       |
| 140                      | 11 de noviembre de 2021  | Estadio Defensores del Chaco, Asunción, Paraguay                          | Paraguay                 | 0-1                      | Chile                    | 0                        | 55                       | -                        | Capitán                  | -                        | Martín Lasarte           | Clasificatorias Catar 2022       |
| 141                      | 16 de noviembre de 2021  | Estadio San Carlos de Apoquindo, Santiago, Chile                          | Chile                    | 0-2                      | Ecuador                  | -2                       | -                        | -                        | Capitán                  | -                        | Martín Lasarte           | Clasificatorias Catar 2022       |
| 142                      | 27 de enero de 2022      | Estadio Zorros del Desierto, Calama, Chile                                | Chile                    | 1-2                      | Argentina                | -2                       | -                        | -                        | Capitán                  | -                        | Martín Lasarte           | Clasificatorias Catar 2022       |
| 143                      | 24 de marzo de 2022      | Estadio de Maracaná, Río de Janeiro, Brasil                               | Brasil                   | 4-0                      | Chile                    | -4                       | -                        | -                        | Capitán                  | -                        | Martín Lasarte           | Clasificatorias Catar 2022       |
| 144                      | 16 de noviembre de 2022  | Estadio del Ejército Polaco, Varsovia, Polonia                            | Polonia                  | 1-0                      | Chile                    | -1                       | -                        | -                        | Capitán                  | -                        | Eduardo Berizzo          | Amistoso                         |
| 145                      | 27 de marzo de 2023      | Estadio Monumental, Santiago, Chile                                       | Chile                    | 3-2                      | Paraguay                 | -2                       | -                        | -                        | Capitán                  | -                        | Eduardo Berizzo          | Amistoso                         |
| 146                      | 22 de marzo de 2024      | Estadio Ennio Tardini, Parma, Italia                                      | Albania                  | 0-3                      | Chile                    | 0                        | 56                       | -                        | Capitán                  | -                        | Ricardo Gareca           | Amistoso                         |
| 147                      | 26 de marzo de 2024      | Stade Vélodrome, Marsella, Francia                                        | Francia                  | 3-2                      | Chile                    | -3                       | -                        | -                        | Capitán                  | -                        | Ricardo Gareca           | Amistoso                         |
| 148                      | 11 de junio de 2024      | Estadio Nacional Julio Martínez Prádanos, Santiago, Chile                 | Chile                    | 3-0                      | Paraguay                 | 0                        | 57                       | -                        | Capitán                  | -                        | Ricardo Gareca           | Amistoso                         |
| 149                      | 21 de junio de 2024      | AT&T Stadium, Arlington, Estados Unidos                                   | Perú                     | 0-0                      | Chile                    | 0                        | 58                       | -                        | Capitán                  | -                        | Ricardo Gareca           | Copa América 2024                |
| 150                      | 25 de junio de 2024      | MetLife Stadium, East Rutherford, Estados Unidos                          | Chile                    | 0-1                      | Argentina                | -1                       | 58                       | -                        | Capitán                  | -                        | Ricardo Gareca           | Copa América 2024                |
| Total                    |                          |                                                                           | Presencias               | 150                      | Goles                    | -173                     |                          |                          |                          |                          |                          |                                  |

## Estadísticas

### Clubes
Actualizado al último partido disputado el 9 de noviembre de 2023.
| Club                             | Div.          | Temporada     | Liga  | Liga  | Copas | Copas | Internacional | Internacional | Total | Total | Media goles recibidos |
| Club                             | Div.          | Temporada     | Part. | Goles | Part. | Goles | Part.         | Goles         | Part. | Goles | Media goles recibidos |
| -------------------------------- | ------------- | ------------- | ----- | ----- | ----- | ----- | ------------- | ------------- | ----- | ----- | --------------------- |
| C. S. D. Colo-Colo · Chile       | 1.ª           | 2003          | 25    | 31    | —     | —     | 1             | 2             | 26    | 33    | 1.27                  |
| C. S. D. Colo-Colo · Chile       | 1.ª           | 2004          | 40    | 47    | —     | —     | 5             | 10            | 45    | 57    | 1.27                  |
| C. S. D. Colo-Colo · Chile       | 1.ª           | 2005          | 39    | 39    | —     | —     | 2             | 2             | 41    | 41    | 1                     |
| C. S. D. Colo-Colo · Chile       | 1.ª           | 2006          | 19    | 21    | —     | —     | 2             | 8             | 21    | 29    | 1.38                  |
| C. S. D. Colo-Colo · Chile       | Total club    | Total club    | 123   | 138   | 0     | 0     | 10            | 22            | 133   | 160   | 1.2                   |
| Real Sociedad · España           | 1.ª           | 2006-07       | 29    | 29    | 1     | 4     | —             | —             | 30    | 33    | 1.1                   |
| Real Sociedad · España           | 2.ª           | 2007-08       | —     | —     | —     | —     | —             | —             | 0     | 0     | 0                     |
| Real Sociedad · España           | 2.ª           | 2008-09       | 32    | 28    | —     | —     | —             | —             | 32    | 28    | 0.88                  |
| Real Sociedad · España           | 2.ª           | 2009-10       | 25    | 22    | —     | —     | —             | —             | 25    | 22    | 0.88                  |
| Real Sociedad · España           | 1.ª           | 2010-11       | 38    | 66    | —     | —     | —             | —             | 38    | 66    | 1.74                  |
| Real Sociedad · España           | 1.ª           | 2011-12       | 37    | 51    | —     | —     | —             | —             | 37    | 51    | 1.38                  |
| Real Sociedad · España           | 1.ª           | 2012-13       | 31    | 40    | —     | —     | —             | —             | 31    | 40    | 1.29                  |
| Real Sociedad · España           | 1.ª           | 2013-14       | 37    | 52    | —     | —     | 7             | 9             | 44    | 61    | 1.39                  |
| Real Sociedad · España           | Total club    | Total club    | 229   | 288   | 1     | 4     | 7             | 9             | 237   | 301   | 1.27                  |
| F. C. Barcelona · España         | 1.ª           | 2014-15       | 37    | 19    | —     | —     | —             | —             | 37    | 19    | 0.51                  |
| F. C. Barcelona · España         | 1.ª           | 2015-16       | 32    | 22    | 1     | 1     | 2             | 0             | 35    | 23    | 0.66                  |
| F. C. Barcelona · España         | 1.ª           | 2016-17       | 1     | 2     | 2     | 0     | —             | —             | 3     | 2     | 0.67                  |
| F. C. Barcelona · España         | Total club    | Total club    | 70    | 43    | 3     | 1     | 2             | 0             | 75    | 44    | 0.59                  |
| Manchester City F. C. Inglaterra | 1.ª           | 2016-17       | 22    | 25    | 4     | 3     | 4             | 5             | 30    | 33    | 1.1                   |
| Manchester City F. C. Inglaterra | 1.ª           | 2017-18       | 3     | 1     | 9     | 7     | 1             | 2             | 13    | 10    | 0.77                  |
| Manchester City F. C. Inglaterra | 1.ª           | 2018-19       | —     | —     | 1     | 0     | —             | —             | 1     | 0     | 0                     |
| Manchester City F. C. Inglaterra | 1.ª           | 2019-20       | 4     | 7     | 11    | 7     | 2             | 2             | 17    | 16    | 0.94                  |
| Manchester City F. C. Inglaterra | Total club    | Total club    | 29    | 33    | 25    | 17    | 7             | 9             | 61    | 59    | 0.97                  |
| Real Betis Balompié · España     | 1.ª           | 2020-21       | 20    | 25    | 1     | 0     | —             | —             | 21    | 25    | 1.19                  |
| Real Betis Balompié · España     | 1.ª           | 2021-22       | 17    | 19    | 2     | 2     | 4             | 6             | 23    | 27    | 1.17                  |
| Real Betis Balompié · España     | 1.ª           | 2022-23       | 12    | 9     | 3     | 5     | 6             | 8             | 21    | 22    | 1.05                  |
| Real Betis Balompié · España     | 1.ª           | 2023-24       | 7     | 5     | 0     | 0     | 2             | 2             | 9     | 7     | 0.78                  |
| Real Betis Balompié · España     | Total club    | Total club    | 56    | 58    | 6     | 7     | 12            | 16            | 74    | 81    | 1.09                  |
| Total carrera                    | Total carrera | Total carrera | 507   | 557   | 35    | 29    | 38            | 56            | 580   | 645   | 1.11                  |
| 1. 2. 3.                         |               |               |       |       |       |       |               |               |       |       |                       |

### Resumen estadístico
Actualizado al último partido disputado el 9 de noviembre de 2023.
| Competición                   | Partidos | Goles |
| ----------------------------- | -------- | ----- |
| Primera División de Chile     | 123      | 138   |
| Primera División de España    | 298      | 339   |
| Segunda División de España    | 57       | 50    |
| Premier League                | 29       | 33    |
| Copa del Rey                  | 6        | 9     |
| Supercopa de España           | 4        | 3     |
| FA Cup                        | 11       | 6     |
| Copa de la Liga de Inglaterra | 12       | 10    |
| Community Shield              | 2        | 1     |
| Copa Libertadores             | 10       | 22    |
| Liga de Campeones de la UEFA  | 14       | 18    |
| Liga Europa de la UEFA        | 12       | 16    |
| Copa Mundial de Clubes        | 2        | 0     |
| Total en su carrera           | 580      | 645   |

### Selección
Actualizado al último partido disputado el 25 de junio de 2024.
| Selección                    | Año                          | Campeonato sudamericano | Campeonato sudamericano | Copa Mundial | Copa Mundial | Preolímpico | Preolímpico | Juegos Olímpicos | Juegos Olímpicos | Total | Total |
| Selección                    | Año                          | Part.                   | GE                      | Part.        | GE           | Part.       | GE          | Part.            | GE               | Part. | GE    |
| ---------------------------- | ---------------------------- | ----------------------- | ----------------------- | ------------ | ------------ | ----------- | ----------- | ---------------- | ---------------- | ----- | ----- |
| Sub-20                       | 2003                         | 2                       | 1                       | —            | —            | —           | —           | —                | —                | 2     | 1     |
| Sub-23                       | 2004                         | —                       | —                       | —            | —            | 7           | 10          | —                | —                | 7     | 10    |
| Total en selecciones menores | Total en selecciones menores | 2                       | 1                       | 0            | 0            | 7           | 10          | 0                | 0                | 9     | 11    |

| Selección                   | Año                         | Amistosos | Amistosos | Copa América | Copa América | Eliminatorias de Conmebol | Eliminatorias de Conmebol | Copa Mundial/ Copa Confederaciones | Copa Mundial/ Copa Confederaciones | Total | Total |
| Selección                   | Año                         | Part.     | GE        | Part.        | GE           | Part.                     | GE                        | Part.                              | GE                                 | Part. | GE    |
| --------------------------- | --------------------------- | --------- | --------- | ------------ | ------------ | ------------------------- | ------------------------- | ---------------------------------- | ---------------------------------- | ----- | ----- |
| Absoluta · Chile            | 2004                        | —         | —         | 1            | 1            | —                         | —                         | —                                  | —                                  | 1     | 1     |
| Absoluta · Chile            | 2005                        | 1         | 0         | —            | —            | 2                         | 1                         | —                                  | —                                  | 3     | 1     |
| Absoluta · Chile            | 2006                        | 5         | 4         | —            | —            | —                         | —                         | —                                  | —                                  | 5     | 4     |
| Absoluta · Chile            | 2007                        | 4         | 8         | 4            | 11           | 4                         | 7                         | —                                  | —                                  | 12    | 26    |
| Absoluta · Chile            | 2008                        | 4         | 4         | —            | —            | 6                         | 6                         | —                                  | —                                  | 10    | 10    |
| Absoluta · Chile            | 2009                        | 2         | 1         | —            | —            | 8                         | 9                         | —                                  | —                                  | 10    | 10    |
| Absoluta · Chile            | 2010                        | 3         | 0         | —            | —            | —                         | —                         | 4                                  | 5                                  | 7     | 5     |
| Absoluta · Chile            | 2011                        | 7         | 5         | 3            | 4            | 4                         | 10                        | —                                  | —                                  | 14    | 19    |
| Absoluta · Chile            | 2012                        | 1         | 1         | —            | —            | 3                         | 3                         | —                                  | —                                  | 4     | 4     |
| Absoluta · Chile            | 2013                        | 5         | 5         | —            | —            | 7                         | 7                         | —                                  | —                                  | 12    | 12    |
| Absoluta · Chile            | 2014                        | 5         | 4         | —            | —            | —                         | —                         | 4                                  | 4                                  | 9     | 8     |
| Absoluta · Chile            | 2015                        | 2         | 3         | 6            | 4            | 4                         | 7                         | —                                  | —                                  | 12    | 14    |
| Absoluta · Chile            | 2016                        | —         | —         | 6            | 5            | 5                         | 7                         | —                                  | —                                  | 11    | 12    |
| Absoluta · Chile            | 2017                        | —         | —         | —            | —            | 6                         | 10                        | 3                                  | 2                                  | 9     | 12    |
| Absoluta · Chile            | 2018                        | —         | —         | —            | —            | —                         | —                         | —                                  | —                                  | 0     | 0     |
| Absoluta · Chile            | 2019                        | 4         | 4         | —            | —            | —                         | —                         | —                                  | —                                  | 4     | 4     |
| Absoluta · Chile            | 2020                        | —         | —         | —            | —            | 2                         | 2                         | —                                  | —                                  | 2     | 2     |
| Absoluta · Chile            | 2021                        | 1         | 1         | 5            | 5            | 10                        | 10                        | —                                  | —                                  | 18    | 19    |
| Absoluta · Chile            | 2022                        | 1         | 1         | —            | —            | 2                         | 6                         | —                                  | —                                  | 3     | 7     |
| Absoluta · Chile            | 2023                        | 1         | 2         | —            | —            | —                         | —                         | —                                  | —                                  | 1     | 2     |
| Absoluta · Chile            | 2024                        | 3         | 3         | 2            | 1            | —                         | —                         | —                                  | —                                  | 5     | 4     |
| Total en selección absoluta | Total en selección absoluta | 49        | 46        | 28           | 32           | 63                        | 85                        | 11                                 | 11                                 | 151   | 174   |

## Palmarés

### Títulos nacionales
| Título                        | Club               | País       | Año     |
| ----------------------------- | ------------------ | ---------- | ------- |
| Primera División de Chile     | C. S. D. Colo-Colo | Chile      | 2002-C  |
| Primera División de Chile     | C. S. D. Colo-Colo | Chile      | 2006-A  |
| Segunda División de España    | Real Sociedad      | España     | 2009-10 |
| Primera División de España    | F. C. Barcelona    | España     | 2014-15 |
| Copa del Rey                  | F. C. Barcelona    | España     | 2014-15 |
| Primera División de España    | F. C. Barcelona    | España     | 2015-16 |
| Copa del Rey                  | F. C. Barcelona    | España     | 2015-16 |
| Supercopa de España           | F. C. Barcelona    | España     | 2016    |
| Copa de la Liga de Inglaterra | Manchester City    | Inglaterra | 2017-18 |
| Premier League                | Manchester City    | Inglaterra | 2017-18 |
| Community Shield              | Manchester City    | Inglaterra | 2018    |
| Copa de la Liga de Inglaterra | Manchester City    | Inglaterra | 2018-19 |
| Premier League                | Manchester City    | Inglaterra | 2018-19 |
| FA Cup                        | Manchester City    | Inglaterra | 2018-19 |
| Community Shield              | Manchester City    | Inglaterra | 2019    |
| Copa de la Liga de Inglaterra | Manchester City    | Inglaterra | 2019-20 |
| Copa del Rey                  | Real Betis         | España     | 2021-22 |

### Títulos internacionales
| Título                            | Equipo (*)      | Sede           | Año  |
| --------------------------------- | --------------- | -------------- | ---- |
| UEFA Champions League             | F. C. Barcelona | Alemania       | 2015 |
| Supercopa de Europa               | F. C. Barcelona | Georgia        | 2015 |
| Copa Mundial de Clubes de la FIFA | F. C. Barcelona | Japón          | 2015 |
| Copa América                      | Chile           | Chile          | 2015 |
| Copa América Centenario           | Chile           | Estados Unidos | 2016 |

(*) Incluyendo la selección

### Distinciones individuales
| Distinción                                                                                  | Año        |
| ------------------------------------------------------------------------------------------- | ---------- |
| Hijo Ilustre de Buin                                                                        | 2006       |
| Trofeo Zamora de la segunda división de España                                              | 2009       |
| Mejor Portero de la segunda división de España                                              | 2009, 2010 |
| Mejor Deportista del Fútbol Profesional según el Círculo de Periodistas Deportivos de Chile | 2009       |
| Medalla Bicentenario                                                                        | 2010       |
| DV de Oro                                                                                   | 2011, 2012 |
| Jugador del año de la Real Sociedad según Mundo Deportivo                                   | 2012       |
| Mejor chileno en el extranjero según la ANFP                                                | 2014       |
| Premio Sergio Livingstone                                                                   | 2015       |
| Trofeo Zamora de la primera división de España                                              | 2015       |
| Equipo ideal de la Liga según la UEFA                                                       | 2015       |
| Equipo ideal de la Copa América 2015                                                        | 2015       |
| Mejor portero de la Copa América                                                            | 2015       |
| Mejor portero de la Liga BBVA                                                               | 2015       |
| Mejor deportista de Chile                                                                   | 2015       |
| Mejor portero de la Copa América Centenario                                                 | 2016       |
| Equipo ideal de la Copa América Centenario 2016                                             | 2016       |
| Mejor portero de la Copa FIFA Confederaciones 2017                                          | 2017       |
| Jugador del partido contra Argentina en la Copa América 2024                                | 2024       |

## Récords

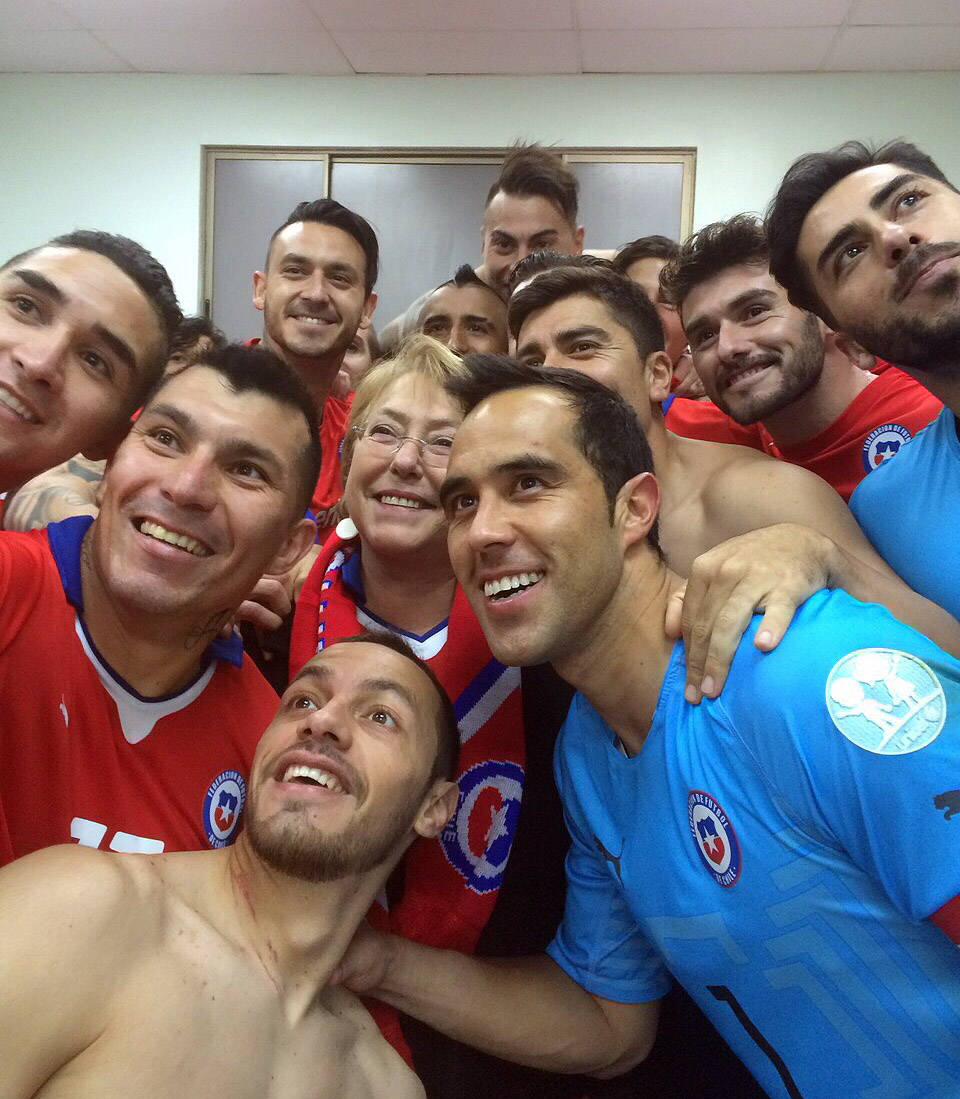
Bravo, más otros seleccionados chilenos, en la celebración de la obtención de la Copa América 2015 en La Moneda, posando en compañía de la presidenta de Chile Michelle Bachelet.

Actualizado el 8 de julio de 2015.

### Real Sociedad
- En ocho temporadas en el club vasco disputó un total de 237 partidos, cifra que le confiere los siguientes récords en la historia del club
  - Portero no vasco con más partidos disputados.[284]
- Récord de imbatibilidad en el estadio de Anoeta: 451 minutos (temporada 2008-09).[71]
- Primer portero de Sudamérica, en ganar el Trofeo Zamora de la segunda división de España (temporada 2008-09).[285]

### Barcelona
Temporada 2014-15
- Primer portero en la historia del club que consigue mantener su portería en cero durante los primeros siete partidos de Liga: Elche, Levante, Villarreal, Athletic Club, Málaga, Rayo Vallecano, Éibar.[141]
- Récord de imbatibilidad en un inicio de Liga: 754 minutos. Esta cifra le confiere, además:
  - Mejor registro de imbatibilidad de Liga en el siglo XXI.[286]
- Primer portero en la historia de la Liga que consigue mantener su portería en cero durante los primeros ocho partidos del campeonato.
- Primer portero desde la temporada 1993-94 que recibe menos de diez goles en una primera vuelta de la Liga.con nueve tantos.[146]
- Segundo futbolista chileno con más partidos disputados en la primera división de España, sumando sus apariciones tanto en la Real Sociedad como en el Barcelona: 242 partidos.[22] Es únicamente superado por Fabián Orellana con 258.
- Primer futbolista chileno que consigue alcanzar 200 partidos en la primera división de España.[287]
- Primer portero chileno, en ganar el trofeo Zamora de la primera división de España.[288]
- Primero portero no español, en ganar el Trofeo Zamora tanto en la segunda como primera división del fútbol español.[27]
- Primer futbolista chileno en obtener un «Triplete» en Europa.

### Selección chilena
- Primer futbolista en conseguir 100 partidos oficiales con la selección chilena.[30]
- Récord chileno de imbatibilidad en copas mundiales: 222 minutos sin recibir goles en Brasil 2014.
- Portero chileno con más partidos disputados en copas mundiales.[289]
- Futbolista que más veces ha sido capitán de la selección chilena durante el siglo XXI.[290]
- Capitán de la selección chilena en la primera conquista de un trofeo internacional: la Copa América 2015.[221]
- Capitán de la selección chilena que ganó más torneos internacionales: la Copa América 2015 y la Copa América Centenario.